# Somalia
Somalia (en somalí, Soomaaliya; en árabe, الصومال, As-Sūmāl), cuyo nombre oficial es República Federal de Somalia (en somalí, Jamhuuriyadda Federaalka Soomaaliya; en árabe, جمهورية الصومال الفيدرالية, Jumhūriyyat aş Şūmāl al-Fīdirāliyah), es un país ubicado en el Cuerno de África, al este del continente africano. Limita al oeste y noroeste con Etiopía y Yibuti, al sur con Kenia, al norte con el golfo de Adén, y al este con el océano Índico. Su capital y ciudad más poblada es Mogadiscio.
En la antigüedad, Somalia fue un importante punto comercial. Es una de las ubicaciones más probables del antiguo Punt. Durante la Edad Media, sultanatos somalíes dominaron la región, incluidos los de Adel, Ajuran y Geledi. A finales del siglo XIX, el sultanato Majeerteen fue colonizado por Italia, el Imperio británico y el Imperio etíope. Los colonizadores europeos fusionaron el territorio en dos colonias, la Somalia italiana y el Protectorado de la Somalia británica. Mientras tanto, en el interior, los derviches liderados por Mohammed Abdullá Hassan se enfrentaron durante dos décadas a las fuerzas colonizadoras hasta su derrota en la campaña de Somalilandia de 1920. Italia adquirió el control total de las regiones noreste, central y sur de la región tras colonizar los sultanatos de Hobyo y Majeerteen. En 1960, ambos territorios se unieron para formar la independiente República de Somalia bajo un Gobierno civil.
En 1969, un Estado socialista liderado por Mohamed Siad Barre tomó el poder tras un golpe de Estado y estableció la República Democrática de Somalia. La república colapsó en 1991 con el inicio de la guerra civil. Durante la guerra, Somalia se dividió de facto en pequeñas regiones independientes, sin un poder que gobernara en su totalidad. En este período, la mayoría de estas regiones regresaron al derecho consuetudinario y religioso, y Somalilandia declaró su independencia. En 2004, diferentes facciones acordaron conformar un Gobierno federal de transición, unificando el país, y en 2006, con una intervención etíope respaldada por Estados Unidos, el Gobierno federal de transición tomó el control de la mayoría de las zonas en conflicto del sur de la recién formada Unión de Tribunales Islámicos (UCI). Posteriormente, la UCI se dividió en grupos más radicales, como Al-Shabab, que han luchado contra el Gobierno y sus aliados de la Misión de la Unión Africana en Somalia.
Para mediados de 2012, los insurgentes habían perdido la mayor parte de los territorios bajo su control. En agosto de 2012 se aprobó una nueva constitución provisional para el país unificado, llevando a la creación del Gobierno Federal de Somalia. Somalia ha sido considerado un Estado fallido o frágil por diversos medios de comunicación. Es miembro de las Naciones Unidas, la Liga Árabe, la Unión Africana, el Movimiento de Países No Alineados, y la Organización para la Cooperación Islámica.

## Historia

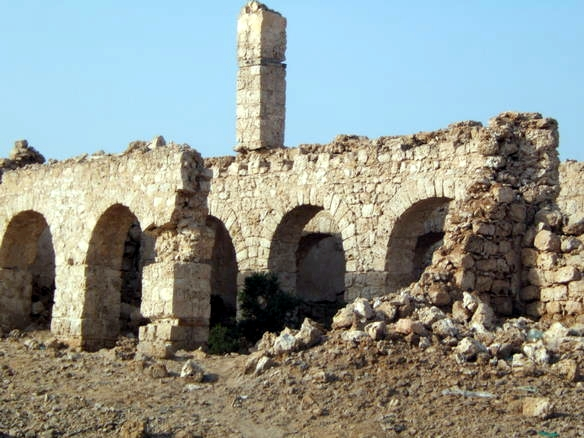
Ruinas del Sultanato de Adal en Zeila (Somalia).

La historia del actual territorio de Somalia se remonta a la Antigüedad, cuando la región fue conocida por los antiguos egipcios. Entre el siglo II y el siglo VII de nuestra era, varias partes del territorio fueron incluidas en el reinado etíope de Aksum. Poco tiempo después, ciertas tribus árabes se instalaron a lo largo de la costa del golfo de Adén y fundaron allí un sultanato centrado en el puerto de Zeila. Al mismo tiempo, el país se islamizó debido a la influencia de chiitas llegados de Irán. De todas formas, los habitantes conservaron sus lenguas ancestrales en lugar de adoptar el árabe.
A partir del siglo XIII, somalíes y pastores nómadas instalados en el norte del cuerno de África comenzaron a emigrar hacia la región actual de Somalia. Anteriormente los oromo, pastores-agricultores, habían iniciado una migración hacia el Ogadén y la llanura abisinia. Todos estos pueblos se instalaron definitivamente en el territorio. Algunos pueblos árabes intentaron apropiarse del territorio y muchos somalíes fueron desplazándose hacia el exterior, sobre todo hacia Etiopía.

### Imperio portugués
Desde finales del siglo XV, la presencia portuguesa en Somalia se sintió en toda la costa hasta la entrada del mar Rojo. Desde un punto de vista estratégico, el cuerno de África fue crucial para los portugueses para poder controlar algunas de las rutas comerciales más ricas que conectaban África con Europa y China. En la parte norte del territorio, las ciudades atacan para mantener el dominio portugués de la entrada del mar Rojo, y para mantener la conexión entre el Estado aliado etíope. Mogadiscio y varias otras ciudades fueron atacadas a finales del siglo XV y principios del siglo XVI. Durante décadas habrá una guerra contra los imperios ajuran y otomano por el control de las principales ciudades costeras.

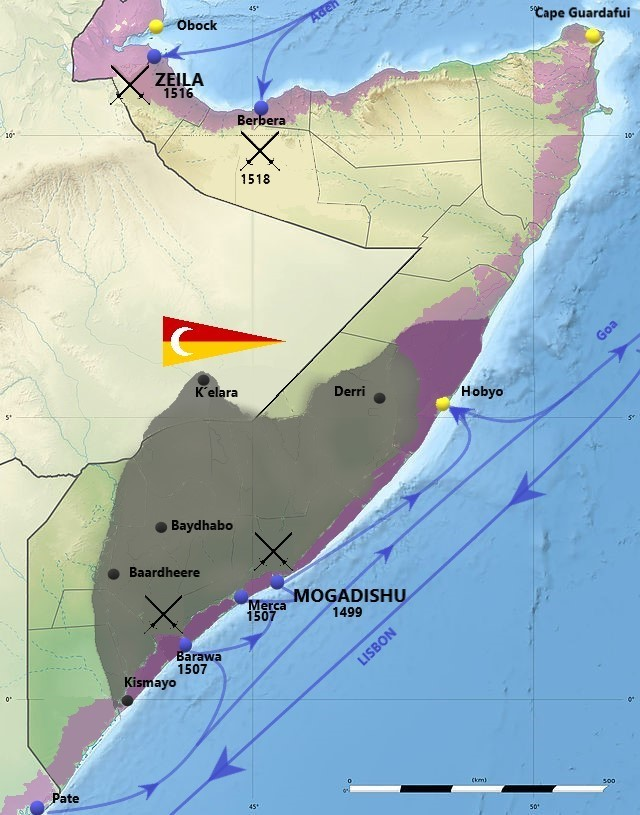
Establecimientos portugueses en Somalia entre siglos y. Marcadas principales ciudades y batallas. En amarillo asentamientos fabriles y zonas de patrulla

Durante un tiempo perteneció a la colonia portuguesa de Mozambique, pero como un protectorado.[cita requerida]

### Siglos XIX y primera mitad delsigloXX
Durante el siglo XIX, diversos sultanatos fueron establecidos a lo largo del actual territorio somalí, siendo el más importante el de Geledi, que vivió una edad dorada debido al comercio de marfil y estableciendo importantes relaciones comerciales con el imperio omaní.
Tras la Conferencia de Berlín, en 1885, los británicos, franceses e italianos establecieron sedes en esta región. La parte norte de la actual Somalia se convirtió en colonia británica, mientras que la mitad sur quedó en manos italianas, quienes en 1905 hicieron de Mogadiscio la capital de su Somalia italiana y la convirtieron en pocas décadas en la principal ciudad somalí, registrando un enorme desarrollo.
Para luchar contra la ocupación europea, se funda el movimiento derviche por Mohammed Abdullah Hassan, que buscaba crear la Gran Somalia, estado que incorporara los territorios habitados por todos los pueblos somalíes, incluyendo territorios de la actual Etiopía y Kenia. Sin embargo, el avance de las potencias europeos hizo que únicamente pudiera establecerse un Estado Derviche en la región de Ogadén (actual Etiopía), que se mantuvo hasta 1920. La llegada del fascismo a Italia, y la ansias expansionistas de Benito Mussolini, hizo que desde Somalia y Eritrea se invadiera a la actual Etiopía, creándose la África Oriental Italiana que aglutinaba a estos tres territorios.
En 1940, y dentro del contexto de la Segunda Guerra Mundial (1939-1945), Italia invadió además la Somalia Británica, integrando dicho territorio en la África Oriental Italiana. Un año más tarde, las tropas británicas expulsaron a los italianos y ocuparon la Somalia Italiana, que finalmente continuó en manos italianas con el nombre de Fidecomiso de Somalia. La Somalia Británica por su parte es convertida en un protectorado.

### Independencia de Somalia
La Somalia actual surgió el 1 de julio de 1960 con la unión de los territorios del Protectorado de la Somalilandia Británica y la Somalia Italiana, hasta entonces parte del África Oriental Italiana. La entonces denominada Somalilandia Francesa conseguiría la independencia por separado, convirtiéndose en el actual estado de Yibuti.

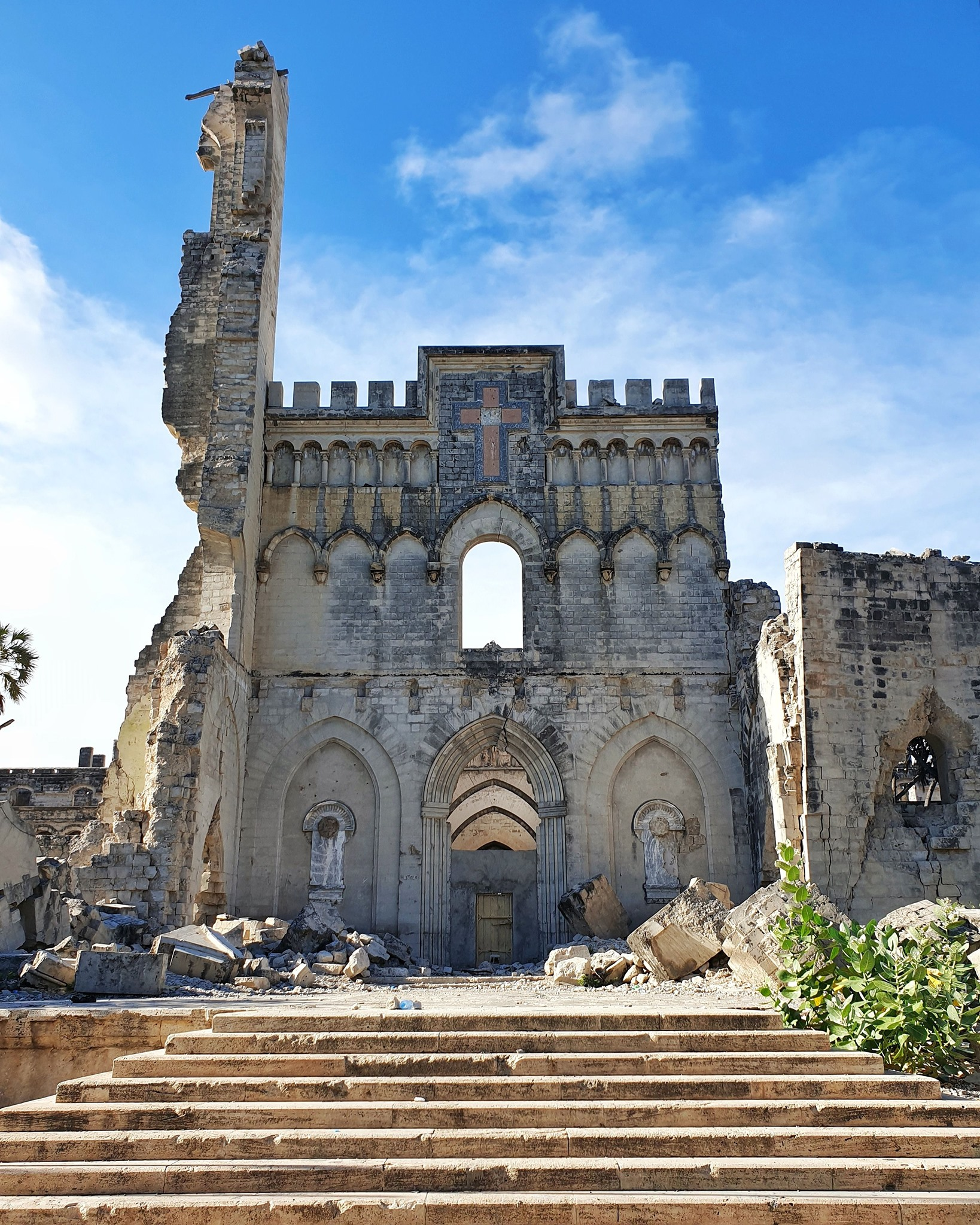
Ruinas de la catedral católica de Mogadiscio, construida en la época de la Somalia italiana. Fue destruida en 1989 durante un ataque de la insurgencia islámica.

Tras la independencia, La Liga de Juventud Somalí tomó el poder bajo el gobierno del presidente Abdirashid Ali Shermarke, quien redactó la primera constitución somalí en 1961, que llevó a una estabilidad durante dicha década que finalizó cuando Shermarke fue asesinado en 1969, y un golpe militar estableció como presidente a Mohamed Siad Barre, que transformó al país en la República Democrática Somalí.
El Gobierno de Barre estableció programas a largo plazo para fomentar el empleo. También desempeñó con éxito una campaña urbana y rural por la alfabetización, que ayudó a incrementar en gran medida la tasa de alfabetización somalí. En adición al programa de nacionalización de tierras e industrias, la política exterior del nuevo régimen hizo énfasis en la recuperación de los valores religiosos tradicionales de Somalia y sus relaciones con el mundo árabe, ingresando en la Liga Árabe en 1974.
Según el ex diplomático etíope Mohamed Hassan, los primeros años del régimen de Siyaad Barre fueron los más prósperos de la historia de Somalia. La educación y las condiciones sociales están mejorando, y una escritura oficial es finalmente adoptada. Sin embargo, el Gobierno de Barre seguía siendo ante todo nacionalista; el socialismo en el que decía basarse era pragmático y tenía como objetivo acelerar el desarrollo del país. Otro de los objetivos del Partido Socialista de Somalia, encabezado por Barre, era la unión de los pueblos somalíes bajo un mismo estado, especialmente los somalíes que se encontraban en Etiopía, lo que llevó a iniciar una guerra contra dicho país en 1977, la Guerra de Ogadén. A pesar de que Somalia mantuvo estrechas relaciones con la Unión Soviética, ésta apoyó a Etiopía, rival de Somalia, en la guerra entre ambos, por lo que Somalia se volvió hacia Occidente. Por entonces, la situación económica del país era muy delicada, agravada por la crisis de refugiados en el norte del país debido al conflicto armado.

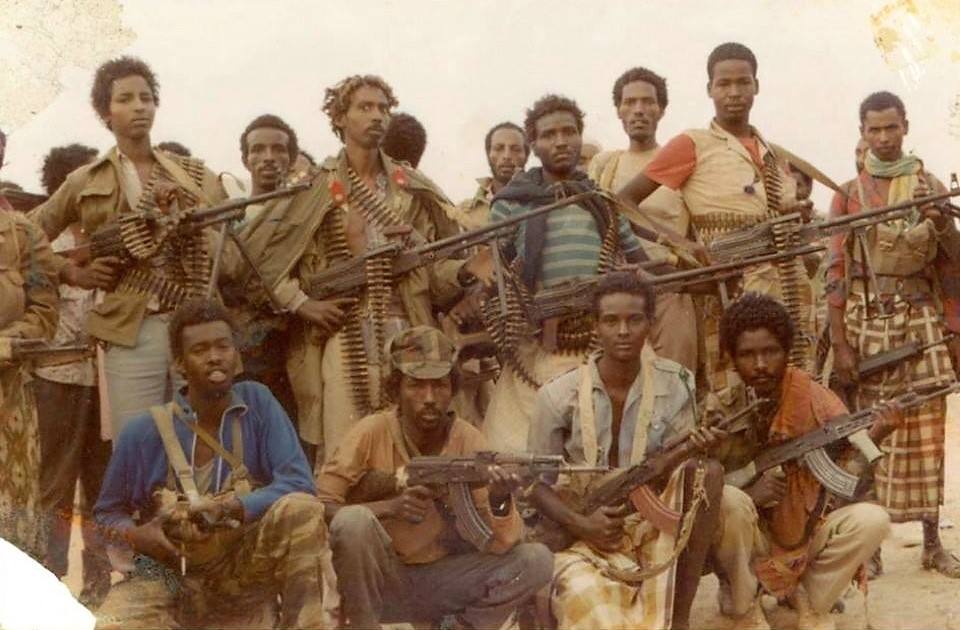
Combatantes del MNS, cerca 1990.

Ante esta pésima situación económica, surgió una oposición armada en el norte del país en 1987, encabezada por el clan de los Isaaq, quienes se levantaron contra el gobierno somalí, que aplicó una política muy dura contra los miembros del clan, asesinando a un gran número de personas, en lo que se conoce como el Genocidio de los Isaaq, donde murieron entre 50 mil y 100 mil personas en una limpieza étnica. La creciente oposición al gobierno somalí hace estallar la Rebelión Somalí, en el que distintos grupos armados lucharon a lo largo del país, desencadenando en la guerra civil somalí.

### Guerra civil somalí y desmembramiento del país
El levantamiento contra el gobierno hizo que Mohamed Siad Barre abandonara el país en 1991, comenzando una lucha por el poder entre los numerosos clanes que habitan las distintas zonas de Somalia.
El grupo opositor se dividió en 1991 por distintos motivos, entre ellos las tradicionales enemistades entre diferentes clanes y etnias; el Movimiento Patriótico Somalí (MPS) en el sur, y el Movimiento Nacional Somalí (MNS) en el norte. Por otro lado, el grupo Congreso Unido Somalí (CUS) tomó la capital del país, provocando la salida del presidente Barre.
Mohamed Ibrahim Egal estableció un gobierno en el norte, llamado Somalilandia, al que siguió la secesión el mismo año de Jubalandia, posteriormente desaparecida, ninguna de las cuales fue reconocida por el resto de los países. Desde entonces el país ha carecido de un gobierno central, siendo característico el dominio de ciertos grupos en algunos territorios, disolviéndose de facto el estado somalí anteriormente existente.

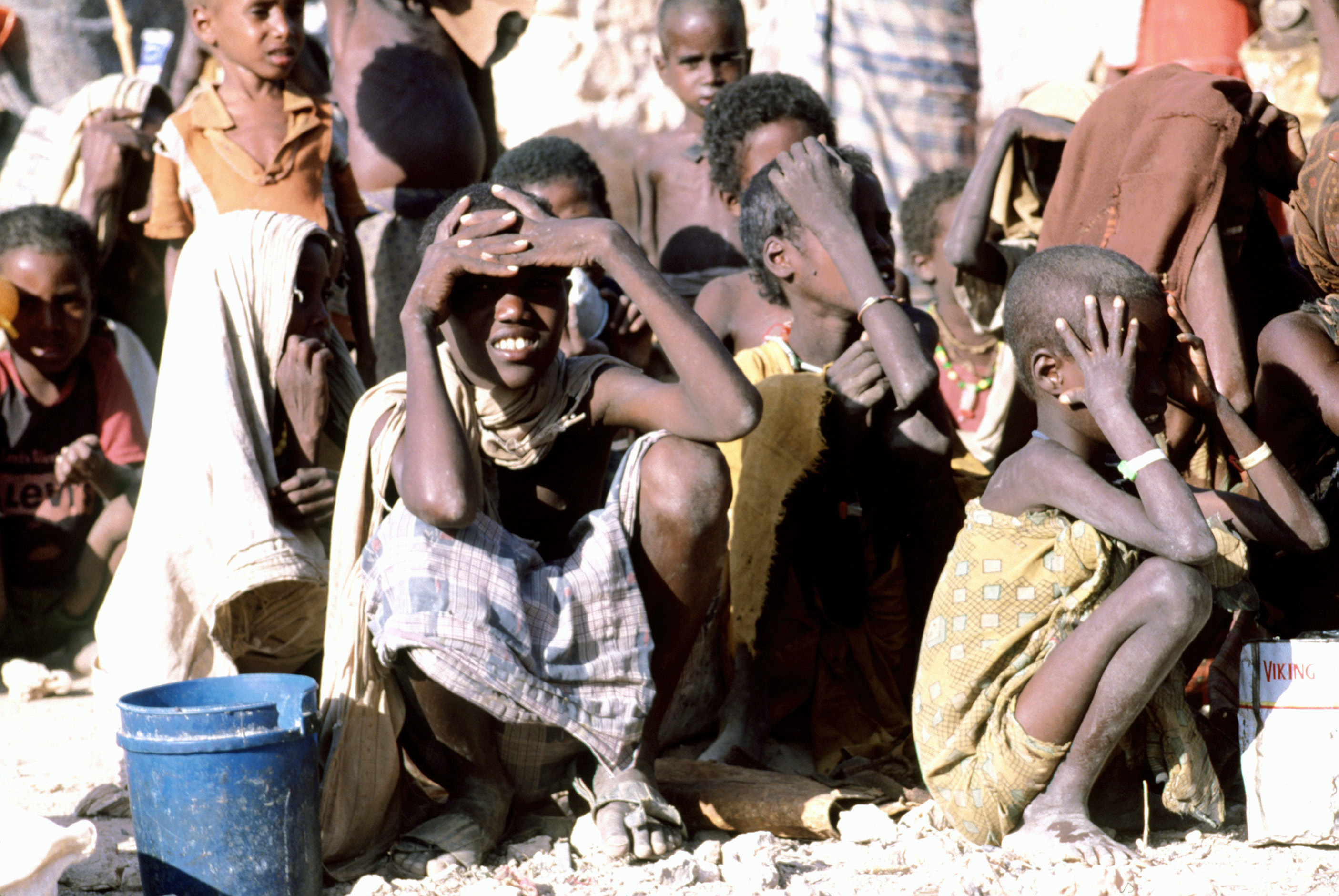
Niños somalíes en 1992 esperando por comida y agua durante la Guerra civil que dividió el país.

En 1992, Estados Unidos envió tropas para asistir con la repartición de alimentos, ayudando a socorrer a una población que pasaba por una hambruna. Pero el CUS se opuso a esta intervención y provocó la salida de la ayuda extranjera. La Organización de las Naciones Unidas (ONU) intervino para la formación de un gobierno, sin tener éxito. Por otro lado, Somalilandia presentaba una mayor estabilidad que otros recientes estados autoproclamados en el territorio de la antigua Somalia, como Puntlandia, constituido en 1998, pero siguió sin ser reconocida por los demás países. Puntlandia, por su parte, no se instauró como estado independiente, sino como parte de Somalia, bajo la forma de «estado autónomo», con la autoimpuesta obligación de restaurar y mantener la unidad de Somalia sobre la base de un sistema federal.
En abril de 2000 se formó el llamado Gobierno Nacional de Transición de Somalia a partir de la Somalia National Peace Conference (SNPC) reunida en Arta (Yibuti). En julio de 2000 los delegados de la conferencia de reconciliación, aprobaron una Ley nacional que actuaría como constitución de Somalia por un periodo transicional de tres años.

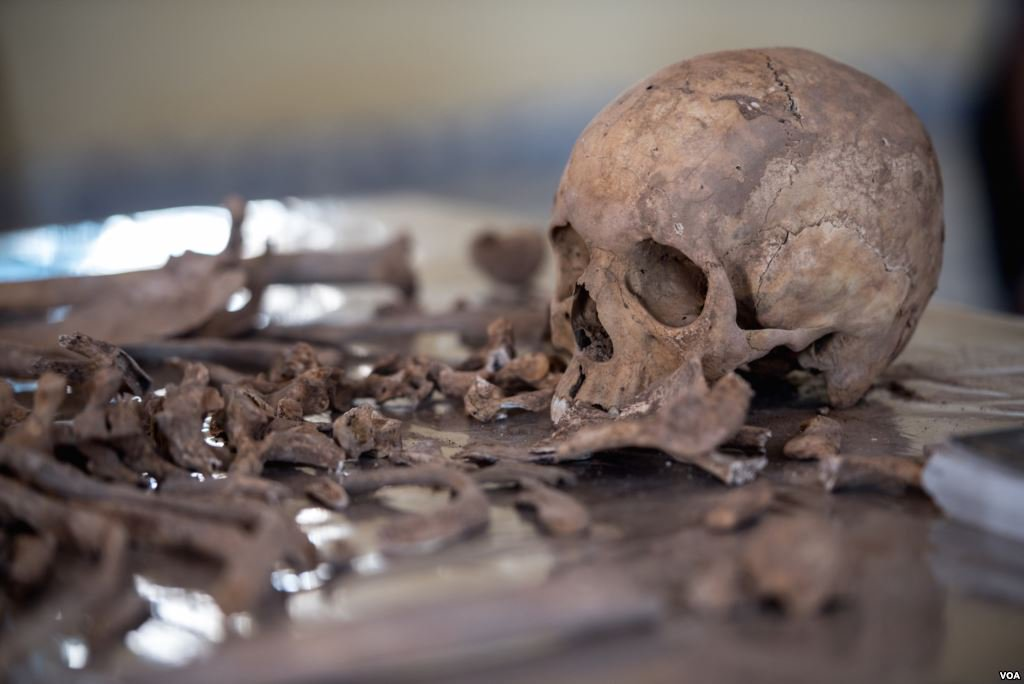
Esqueletos exhumados de víctimas del genocidio de Isaaq, previo a la guerra de independencia de Somalilandia.

Esta constitución garantizaba a los somalíes la libertad de expresión y asociación, los derechos humanos, y establecía una separación de poderes, garantizando su independencia. Durante este período de transición, la República Somalí adoptó un sistema federal de gobierno, con 18 administraciones regionales. La Asamblea de Transición Nacional ejercía el poder legislativo. Estaba formada por 245 miembros: 44 escaños por cada uno de los cuatro clanes principales (Dir, Hawiye, Darod y Oigil) y 24 de la alianza de los clanes menores, así como 20 para somalíes de gran influencia y 25 para mujeres. Fue inaugurada en agosto de 2000 y eligió al primer presidente del Gobierno Federal de Transición de la República de Somalia, Abdiqasim Salad Hassan, quien entre otras cosas, intervino militarmente en Jubalandia en 2004.
En 2004 se formalizó un parlamento interino de Somalia en Kenia. El parlamento formó el Gobierno Federal de Transición de Somalia, presidido por Abdullahi Yusuf Ahmed, quien anteriormente había sido presidente de Puntlandia hasta 2004, y que aprobó la intervención de una fuerza de paz internacional de las Naciones Unidas, declaró ante la cadena de televisión BBC que la Alianza de los «señores de la guerra» (refiriéndose a la ARPCT) no combatía por su ejecutivo.
El 26 de febrero de 2006, el parlamento se reunió por primera vez en suelo de Somalia, en la ciudad de Baidoa. La Segunda Batalla de Mogadiscio comenzó en mayo de 2006 entre la Alianza para la Restauración de la Paz y Contra el Terrorismo (ARPCT) y milicias leales a la Unión de Tribunales Islámicos. Para el 5 de junio al menos 350 personas habían muerto en el fuego cruzado.
El 5 de junio de 2006 se supo que el Consejo de Cortes Islámicas de Somalia había tomado el control de Mogadiscio, y que el primer ministro, Ali Mohammed Ghedi buscaba entrar en negociaciones con ese grupo. El 7 de julio se rindió el último «señor de la guerra», Abdi Qeybdid, si bien algunos meses después volvió a las andadas, proclamando el estado Galmudug. Unos meses más tarde, el gobierno provisional recibió el apoyo efectivo de Etiopía, lo que llevó a la Unión de Tribunales Islámicos, que mantenía el control del sur del territorio somalí, a declararle la yihad islámica.

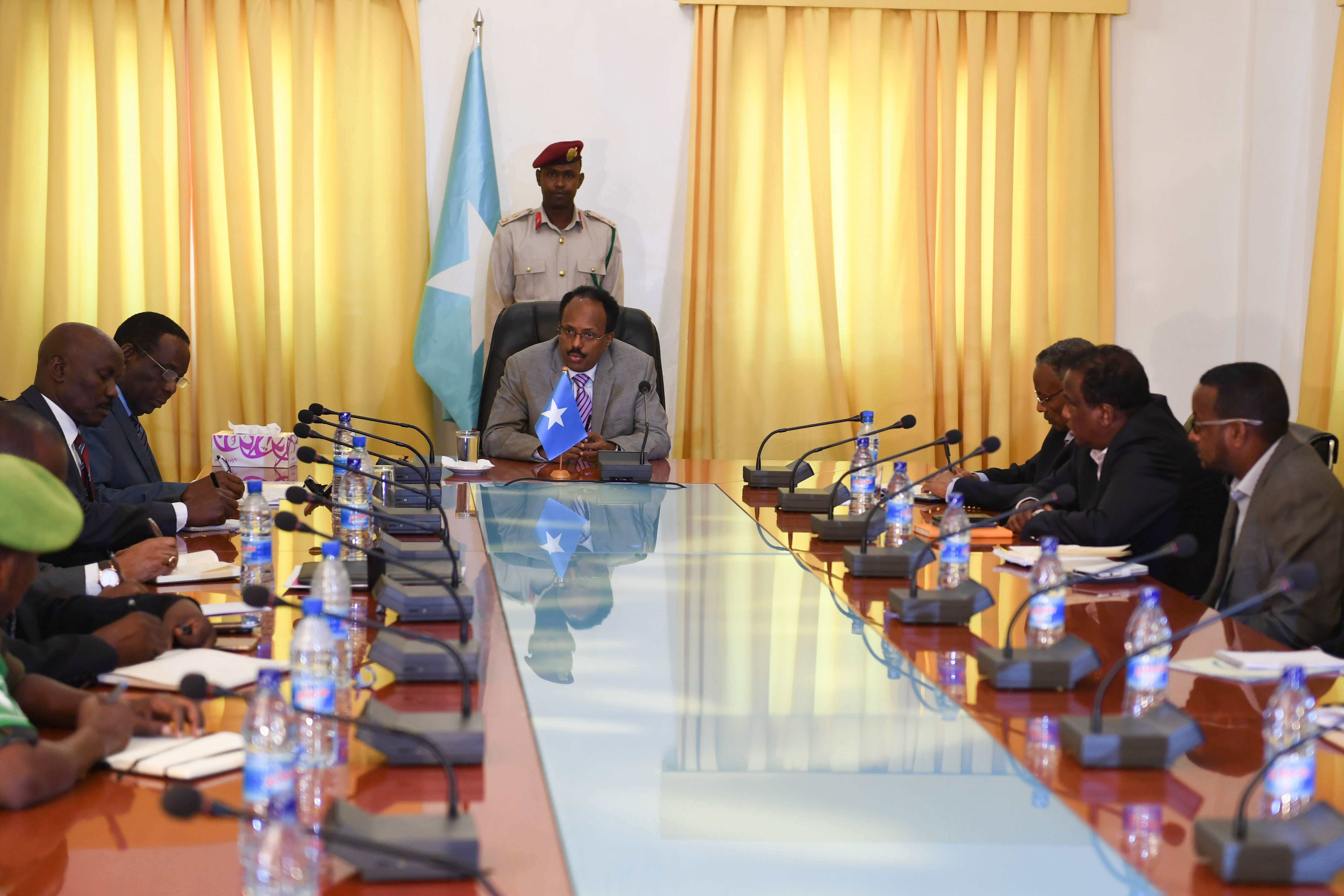
El presidente de Somalia en 2017 reunido en Villa Somalia (Palacio presidencial) con diferentes embajadores africanos.

Entre el 25 y 26 de diciembre de 2006, el ejército etíope realizó una serie de ataques en apoyo del gobierno provisional contra los milicianos del Consejo de Cortes Islámicas de Somalia, que provocaron más de mil muertos entre los combatientes islamistas.
Posteriormente, a lo largo de 2007, tanto Jubalandia, como la mayor parte de los territorios controlados por la Unión de Cortes Islámicas, así como Galmudug, pasaron progresivamente a manos del Gobierno Federal de Transición de Somalia, quedando el estado autoproclamado de Somalilandia, y en menor medida el estado «autónomo» de Puntlandia, como principales escollos para la reunificación total de la antigua Somalia, junto a las acciones armadas de los restos de la UCI. Ese mismo año, una parte de la UCI se convirtió en la Alianza para la Reliberación de Somalia (ARS).
La ARS y el Gobierno Federal de Transición de Somalia pactaron en octubre de 2008 ampliar el Parlamento y constituir un gobierno de unidad, lo que llevó en enero de 2009 a la elección del tercer presidente del Gobierno Federal de Transición de Somalia, Sharif Sheid Ahmed, quien había sido anteriormente miembro de la Unión de Cortes Islámicas, en un intento de crear un gobierno nacional que pacificara finalmente a todas las facciones.
Desde julio de 2011, atraviesa una de las peores crisis alimentarias de su historia, por cuenta de una sequía, catalogada por los medios de comunicación como la más intensa en veinte años y que afectó a algunas zonas de Kenia y Etiopía. Más de tres millones de personas se encuentran en riesgo de morir por desnutrición y algunas zonas no eran accesibles para los organismos de ayuda por la presencia de grupos insurgentes islamistas.
Hacia el año 2012 diversos partidos políticos se reunieron para dotar al país de una constitución, poniendo así fin al gobierno de transición establecido en el 2004 y unificando tras décadas de conflictos una gran parte del país. Hasta el año 2016 se han estado planificando las primeras elecciones democráticas en casi veinte años, pero ya hay temores en la comunidad internacional ante las constantes prórrogas en las fechas de su celebración, e incluso se cree que nunca se llevarán a cabo realmente. Pero el presidente de Somalia, Hasán Sheij Mohamud, ha pedido «unidad» ante el cambio que se avecina, y así mismo pide insistentemente el apoyo a sus connacionales para tal proceso.

Situación en septiembre de 2024.

El conflicto entre el Estado federal de Somalia y la milicia Al Shabaab continuaron en el centro y sur del país, provocando miles de desplazados. Mientras el ejército somalí busca reintegrar este territorio en el estado federal, los islamistas de Al Shabaab, con capital en la ciudad de Jilib, buscan establecer un estado islamista e implantar la sharia, provocando numerosos atentados en la capital, Mogadiscio.
A finales de 2022, el conflicto en el norte de Somalia entre Puntlandia y Somalilandia se activó debido a protestas antigubernamentales en la ciudad de Las Anod que condujo a la represión del ejército de Somalilandia contra los protestantes. La creciente oposición en la ciudad, obligó al ejército de Somalilandia a abandonar la ciudad a comienzos de 2023, creándose de nuevo el Estado Khatumo en el territorio, que se apoyó en el Estado Federal de Somalia. Sin embargo, los continuos ataques a la ciudad por parte del ejército de Somalilandia, han convertido a Las Anod en una de las zonas de más conflictivas en la actualidad del país.
En el año 2023, el país se enfrentó a una de las mayores sequías de su historia.

## Gobierno y política

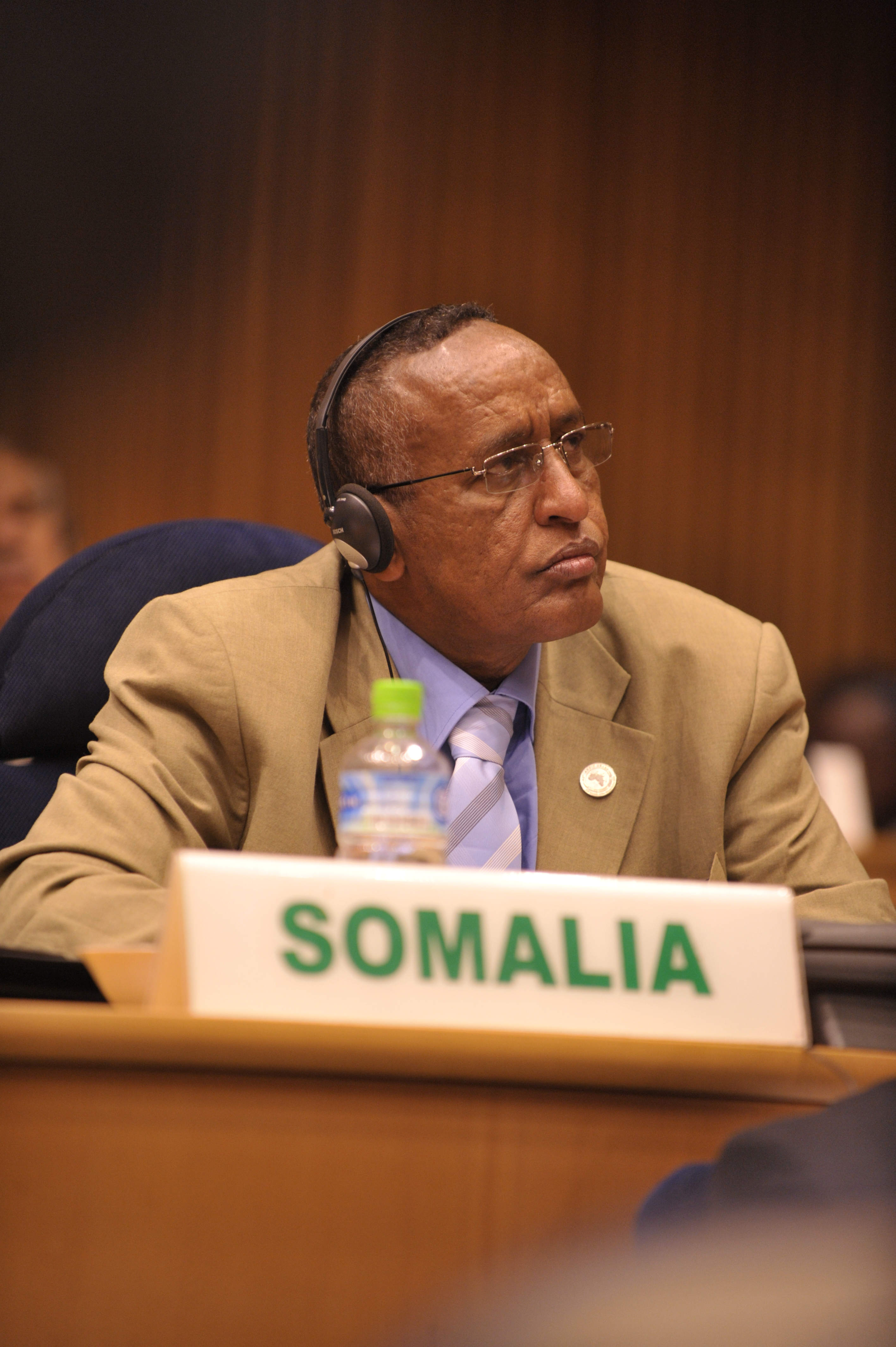
El Gobierno Federal de Somalia tiene su sede en Mogadiscio, la capital de la nación.

La República de Somalia es un Estado federal cuyo régimen de gobierno es en la actualidad transitorio y sometido a fideicomiso de tres organizaciones internacionales (las Naciones Unidas y la Unión Africana) y un tercer Estado mediador (Estados Unidos), y que se estructura a través de las Instituciones Federales Transitorias o de Transición adoptadas en la llamada Carta Federal Transitoria de 2004, resultado de los acuerdos alcanzados en la Conferencia de Nairobi celebrada ese mismo año, a saber:
- Un presidente de la República, que es el jefe del Estado
- Un Consejo de Ministros o Gobierno Federal Transitorio, que se constituye en poder ejecutivo de transición, y que integra al presidente de la República, al primer ministro y a los demás ministros federales designados por el premier.
- Un Parlamento Federal de Transición (poder legislativo), compuesto por 450 diputados federales que representan a los clanes de Somalia.
- Un sistema judicial transitorio (poder judicial) integrado por el Tribunal Supremo Federal, el Tribunal Transitorio de Apelaciones, y los demás órganos judiciales establecidos por ley federal.

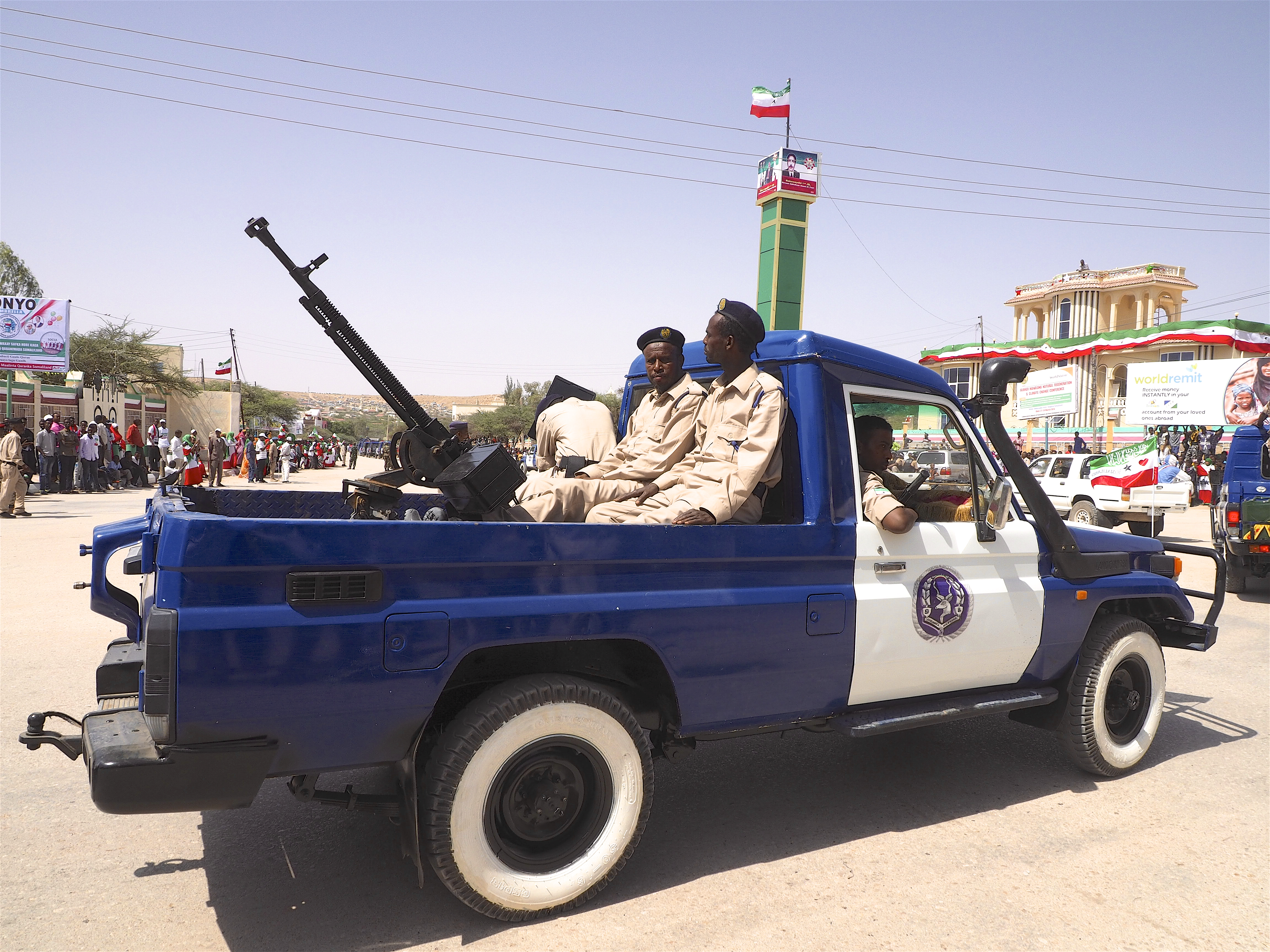
Somalilandia.

El país estuvo en guerra con Etiopía entre 1964 y 1987 por los reclamos de autonomía de Ogadén. En 1991 el territorio de Somalilandia, parte de la zona norte, se autodeclaró independiente. El general Said Barre gobernó entre 1969 y 1991. La unidad efectiva del Estado desapareció desde entonces, a pesar de las misiones de la ONU y de Estados Unidos. Aparecieron «ministeriados» que causaron la pérdida del reconocimiento internacional.
Otras grandes regiones como Puntlandia y Galmudug se han autodeclarado autónomas recientemente. Estos tres territorios autónomos, Somalilandia, Puntlandia y Galmudug, no cuentan con reconocimiento internacional. El primer territorio, que comprende en su totalidad la parte colonizada por el Reino Unido, se declaró independiente del gobierno central y goza de una estabilidad política desconocida en el resto del país.
Según Transparencia Internacional en su informe global sobre la corrupción del 2009, Somalia es el país más corrupto del mundo con una puntuación de 1.0 (1 muy corrupto - 10 nada corrupto).

### Derechos humanos

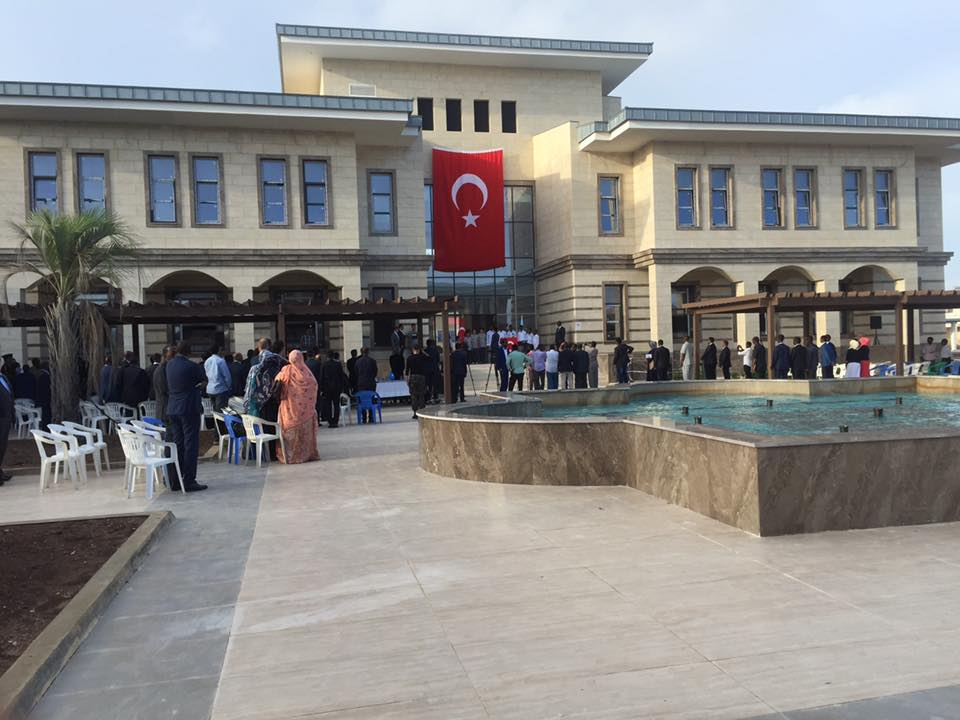
Embajada de Turquía en Somalia.

En materia de derechos humanos, respecto a la pertenencia a los siete organismos de la Carta Internacional de Derechos Humanos, que incluyen al Comité de Derechos Humanos (HRC), Somalia ha firmado o ratificado:
| Somalia | Tratados internacionales | Tratados internacionales  | Tratados internacionales | Tratados internacionales | Tratados internacionales  | Tratados internacionales | Tratados internacionales  | Tratados internacionales  | Tratados internacionales  | Tratados internacionales | Tratados internacionales  | Tratados internacionales    | Tratados internacionales    | Tratados internacionales  | Tratados internacionales | Tratados internacionales  | Tratados internacionales  | Tratados internacionales  |
| --- | --- | ------------------------- | --- | --- | ------------------------- | ------------------------ | ------------------------- | ------------------------- | ------------------------- | --- | ------------------------- | --------------------------- | --------------------------- | ------------------------- | ------------------------ | ------------------------- | ------------------------- | ------------------------- |
| Somalia | CESCR | CESCR                     | CCPR | CCPR | CCPR                      | CERD                     | CED                       | CEDAW                     | CEDAW                     | CAT | CAT                       | CRC                         | CRC                         | CRC                       | CRC                      | MWC                       | CRPD                      | CRPD                      |
| Somalia | CESCR | CESCR-OP                  | CCPR | CCPR-OP1 | CCPR-OP2-DP               | CERD                     | CED                       | CEDAW                     | CEDAW-OP                  | CAT | CAT-OP                    | CRC                         | CRC-OP-AC                   | CRC-OP-SC                 | CRC-OP-CP                | MWC                       | CRPD                      | CRPD-OP                   |
| Pertenencia | Somalia ha reconocido la competencia de recibir y procesar comunicaciones individuales por parte de los órganos competentes. | Ni firmado ni ratificado. | Somalia ha reconocido la competencia de recibir y procesar comunicaciones individuales por parte de los órganos competentes. | Somalia ha reconocido la competencia de recibir y procesar comunicaciones individuales por parte de los órganos competentes. | Ni firmado ni ratificado. | Firmado y ratificado.    | Ni firmado ni ratificado. | Ni firmado ni ratificado. | Ni firmado ni ratificado. | Somalia ha reconocido la competencia de recibir y procesar comunicaciones individuales por parte de los órganos competentes. | Ni firmado ni ratificado. | Firmado pero no ratificado. | Firmado pero no ratificado. | Ni firmado ni ratificado. | Sin información.         | Ni firmado ni ratificado. | Ni firmado ni ratificado. | Ni firmado ni ratificado. |
| Firmado y ratificado, firmado, pero no ratificado, ni firmado ni ratificado, sin información, ha accedido a firmar y ratificar el órgano en cuestión, pero también reconoce la competencia de recibir y procesar comunicaciones individuales por parte de los órganos competentes. | |                           | | |                           |                          |                           |                           |                           | |                           |                             |                             |                           |                          |                           |                           |                           |

### Relaciones exteriores
De las relaciones exteriores de Somalia se encargan el presidente como jefe de Estado, el primer ministro como jefe de Gobierno y el Ministerio federal de Asuntos Exteriores.
Según el artículo 54 de la Constitución nacional, el reparto de competencias y recursos entre el Gobierno Federal y los Estados federales miembros constituyentes de la República Federal de Somalia será negociado y acordado entre el Gobierno Federal y los Estados federales miembros, excepto en asuntos relativos a asuntos exteriores, defensa nacional, ciudadanía e inmigración y política monetaria.
El artículo 53 también estipula que el Gobierno Federal consultará a los Estados miembros federales sobre cuestiones importantes relacionadas con acuerdos internacionales, incluidas las negociaciones en materia de comercio exterior, finanzas y tratados. El Gobierno Federal mantiene relaciones bilaterales con otros gobiernos centrales de la comunidad internacional. Entre ellos se encuentran Yibuti, Etiopía, Egipto, Emiratos Árabes Unidos, Yemen, Turquía, Italia, Reino Unido, Dinamarca, Francia, Estados Unidos, República Popular China, Japón, Federación Rusa y Corea del Sur.
Además, Somalia tiene varias misiones diplomáticas en el extranjero. Asimismo, hay varias embajadas y consulados extranjeros con sede en la capital, Mogadiscio, y en otros lugares del país.

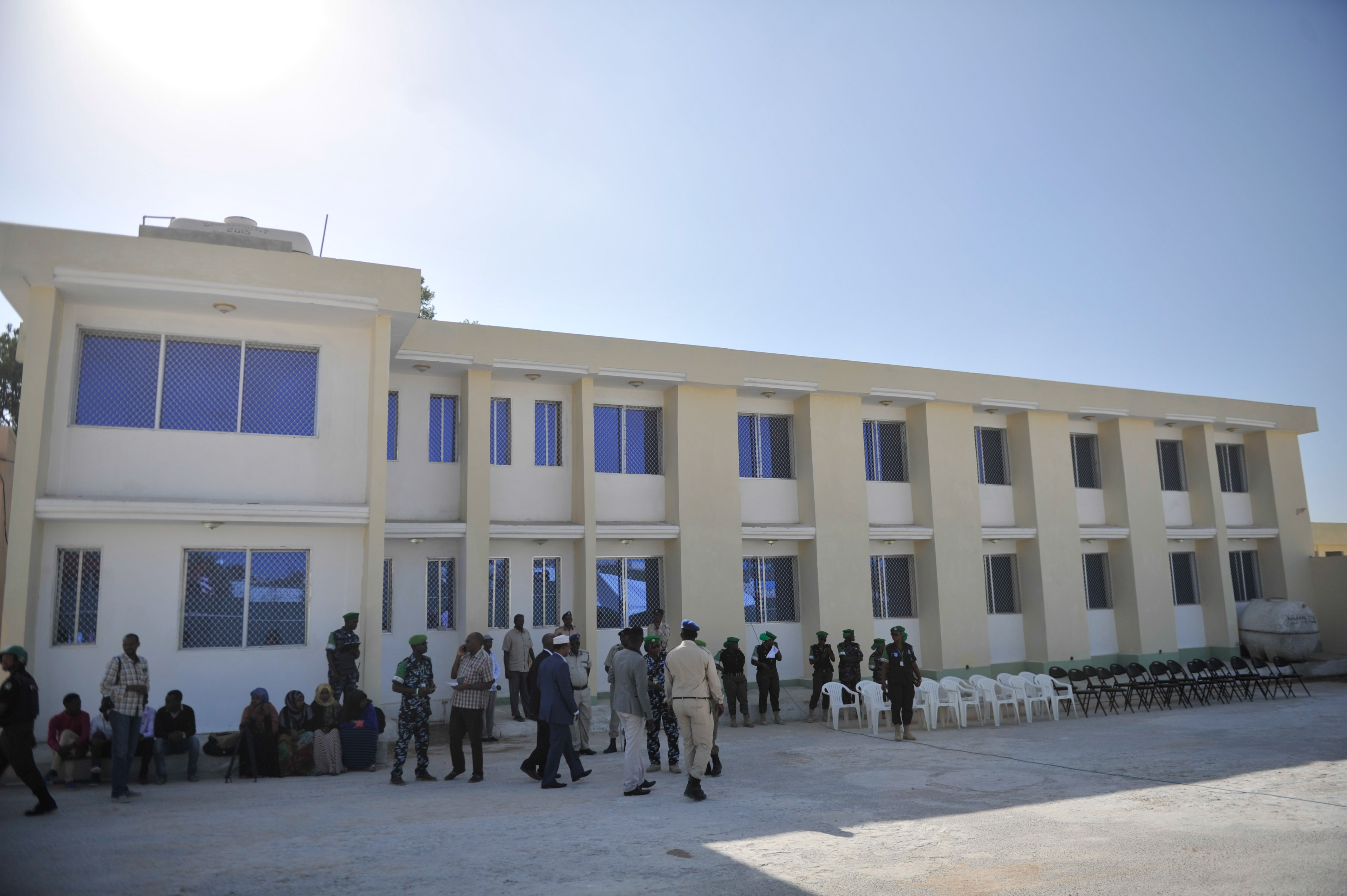
Una estación de policía en un aeropuerto de Somalia.

Somalia también es miembro de muchas organizaciones internacionales, como las Naciones Unidas, la Unión Africana y la Liga Árabe. Fue miembro fundador de la Organización de Cooperación Islámica en 1969. Otros miembros son el Banco Africano de Desarrollo, el Grupo de los 77, la Autoridad Intergubernamental para el Desarrollo, el Banco Internacional de Reconstrucción y Fomento, la Organización de Aviación Civil Internacional, la Asociación Internacional de Fomento, la Corporación Financiera Internacional, el Movimiento de Países No Alineados, la Federación Sindical Mundial y la Organización Meteorológica Mundial.

### Defensa
Las Fuerzas Armadas Somalíes (FAS) son las fuerzas militares de la República Federal de Somalia. Dirigidas por el Presidente como Comandante en Jefe, tienen el mandato constitucional de garantizar la soberanía, la independencia y la integridad territorial de la nación.
Inicialmente, las FAS estaban formadas por el Ejército, la Armada, la Fuerza Aérea, la Policía y el Servicio de Seguridad Nacional. En el periodo posterior a la independencia, crecieron hasta convertirse en uno de los ejércitos más grandes del continente. El posterior estallido de la guerra civil en 1991 llevó a la disolución del Ejército Nacional Somalí.

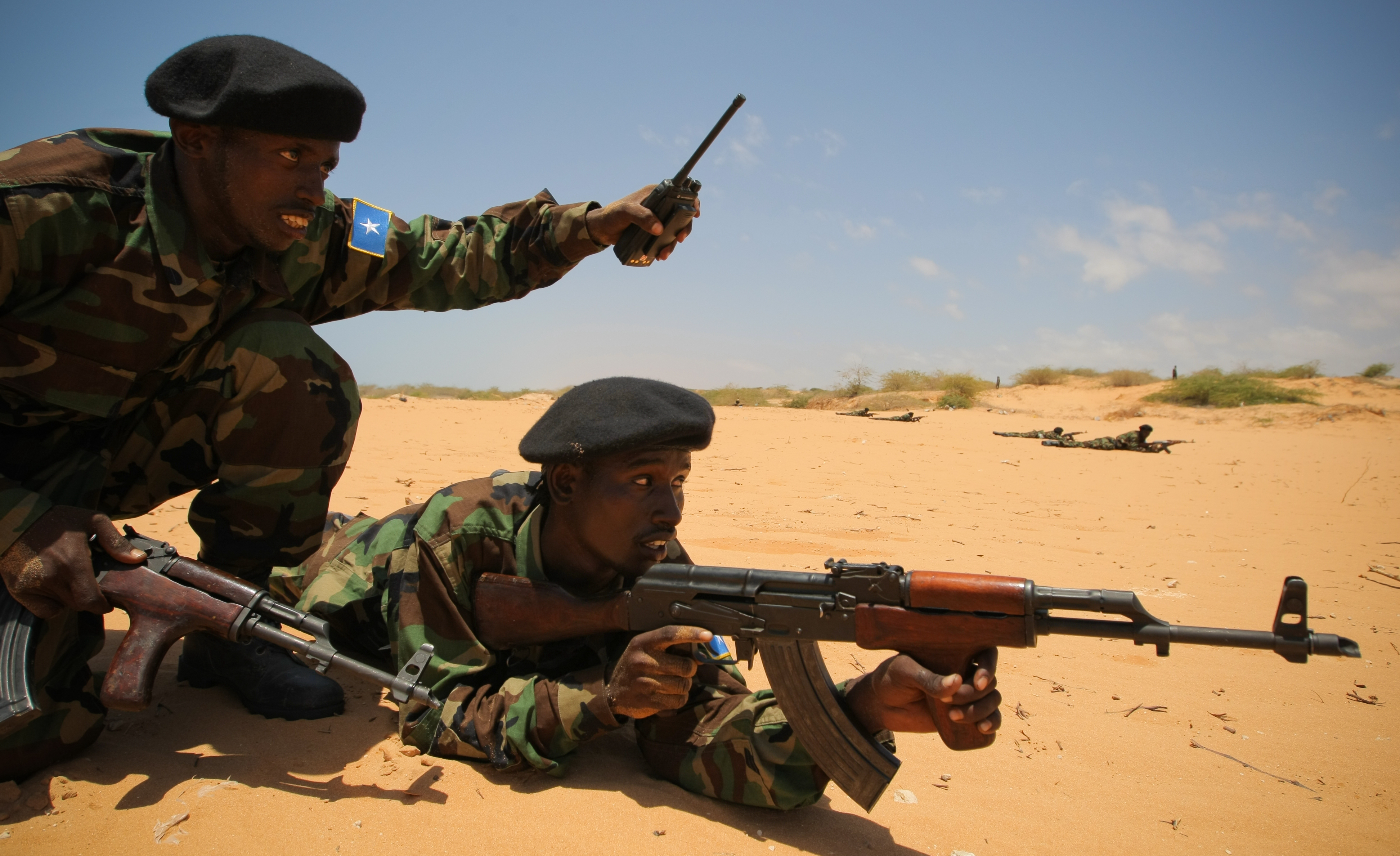
Dos soldados somalíes durante un ejercicio militar.

En 2004, se puso en marcha el proceso gradual de reconstitución del ejército con el establecimiento del Gobierno Federal de Transición (GFT). En la actualidad, las Fuerzas Armadas somalíes están supervisadas por el Ministerio de Defensa del Gobierno Federal de Somalia, constituido a mediados de 2012. En enero de 2013, el gobierno federal somalí también reabrió el servicio nacional de inteligencia en Mogadiscio, rebautizándolo como Agencia Nacional de Inteligencia y Seguridad (NISA). Los gobiernos de Somalilandia (un estado independiente de facto) y Puntlandia (una región autodeclarada autónoma) mantienen sus propias fuerzas de seguridad y policía y no están bajo el control del gobierno de Somalia

## Organización político-administrativa

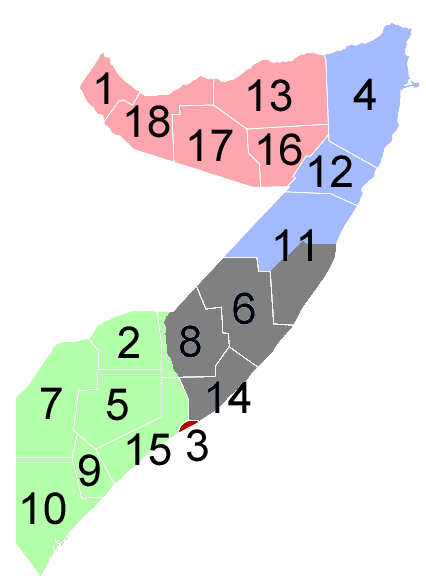
Mapa mostrando varias áreas de control en las regiones de Somalia.

Somalia está dividida administrativamente en 18 regiones (singular: gobolka):
- Awdal
- Bakool
- Benadir
- Bari
- Bay
- Galguduud
- Gedo
- Hiiraan
- Jubbada Dhexe
- Jubbada Hoose
- Mudug
- Nugaal
- Sanaag
- Shabeellaha Dhexe
- Shabeellaha Hoose
- Sool
- Togdheer
- Woqooyi Galbeed

## Geografía

Principales ciudades de Somalia.

Somalia, el país más oriental de África, ocupa un área de 637 657 km². Se sitúa en la punta de una región conocida habitualmente como el Cuerno de África ―debido a su parecido en el mapa con un cuerno de rinoceronte― de la que también forman parte Etiopía y Yibuti.
El territorio somalí está compuesto principalmente de llanuras, mesetas y tierras elevadas. En el norte, sin embargo, las montañas Karkaar se sitúan a distancia variable del golfo de Adén. El tiempo es cálido durante todo el año, con veranos inclementes, excepto en los territorios de mayor altitud del norte del país. A pesar de localizarse en el ecuador terrestre, la lluvia en el país es rara. La mayor parte de Somalia se encuentra en terreno árido o semiárido, adecuado tan sólo para el pastoreo nómada, que practica más de la mitad de la población. Solo en unas áreas de lluvias moderadas, en el noroeste y suroeste, donde se encuentran los dos ríos importantes del país, se practica una agricultura de cierta importancia.
La geología local sugiere la presencia de valiosos yacimientos minerales. La larga costa de Somalia (3025 kilómetros) ha tenido importancia histórica, debido a que permitía el comercio del Oriente Próximo con el África Oriental y actualmente como camino de paso obligado hacia el canal de Suez.

### Clima

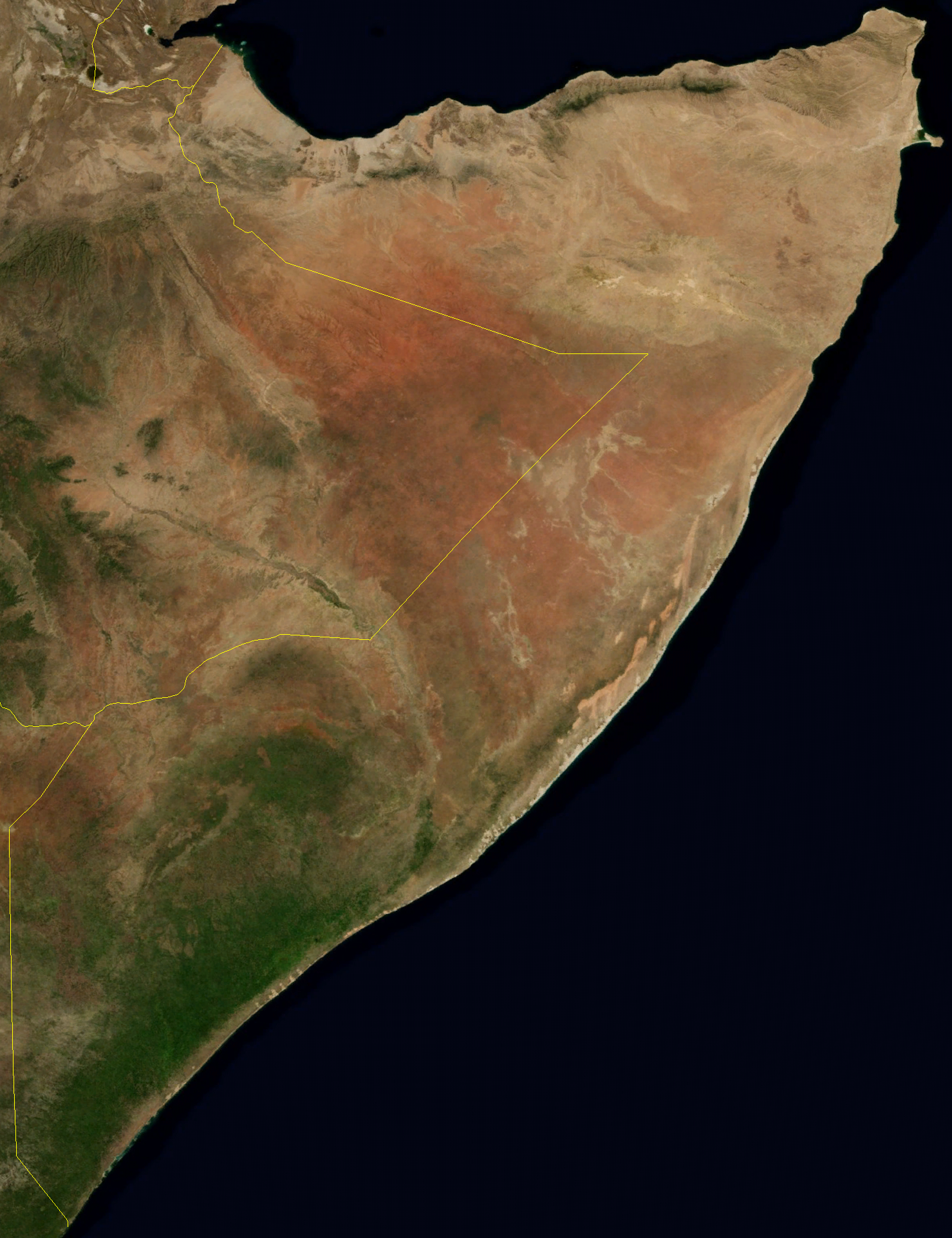
Imagen satelital de Somalia.

No hay mucha variación estacional en su clima. Las condiciones calurosas prevalecen a lo largo de todo el año, con vientos y lluvias monzónicas periódicas irregulares. La media de las temperaturas máximas diarias es de 30 a 40 °C, excepto en elevaciones más altas a lo largo de la costa oriental, que es afectada por una corriente marina fría. El rango más alto en el clima se produce en el norte, donde en el mes de julio las temperaturas a veces superan los 45 °C en las llanuras litorales y caen por debajo del punto de congelación el mes de diciembre en el altiplano.
A diferencia de los climas de la mayoría de países en esta latitud, Somalia tiene un clima más árido en las regiones del noreste y central y semiárido en el noroeste y sur. En el noreste la precipitación anual es inferior a 100 mm, en la meseta central es de unos 200 a 300 mm. El noroeste y el suroeste de la nación reciben mucha más lluvia, con un promedio de 510 a 610 mm al año. Aunque las regiones costeras son calientes y húmedas durante todo el año, el interior es típicamente seco y caliente.
Hay cuatro estaciones principales alrededor de las cuales giran la ganadería y la agricultura, éstas son dictadas por los cambios en los patrones del viento. La temporada de diciembre a marzo es llamada Jilal y es la temporada más seca del año. La principal temporada de lluvias conocida como la Gu dura de abril a junio. Este período se caracteriza por los monzones del sudoeste que rejuvenecen la tierra de pastoreo, especialmente en el altiplano central y brevemente transforman el desierto en una exuberante vegetación. De julio a septiembre es la segunda temporada seca llamada Xagaa. El Dayr que es la estación de lluvias más corta dura de octubre a diciembre.

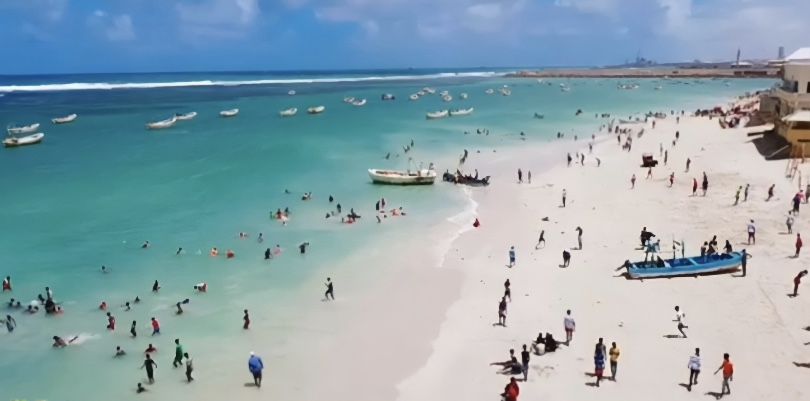
La playa Lido, en Mogadiscio.

### Vegetación
Somalia contiene siete ecorregiones terrestres: Bosques montanos etíopes, mosaico de bosques costeros del norte de Zanzíbar-Inhambane, matorrales y matorrales de Acacia-Commiphora somalíes, pastizales y matorrales xéricos etíopes, pastizales y matorrales de Hobyo, bosques xéricos montanos somalíes y manglares de África Oriental.
En el norte, una llanura semidesértica cubierta de matorrales, denominada Guban, se extiende paralela al litoral del golfo de Adén. Con una anchura de doce kilómetros al oeste y tan sólo dos kilómetros al este, la llanura está dividida por cursos de agua que son esencialmente lechos de arena seca, excepto durante las estaciones lluviosas. Cuando llegan las lluvias, los arbustos bajos y las matas de hierba de Guban se transforman en una vegetación exuberante. Esta franja costera forma parte de la ecorregión etíope de pastizales y matorrales xéricos.

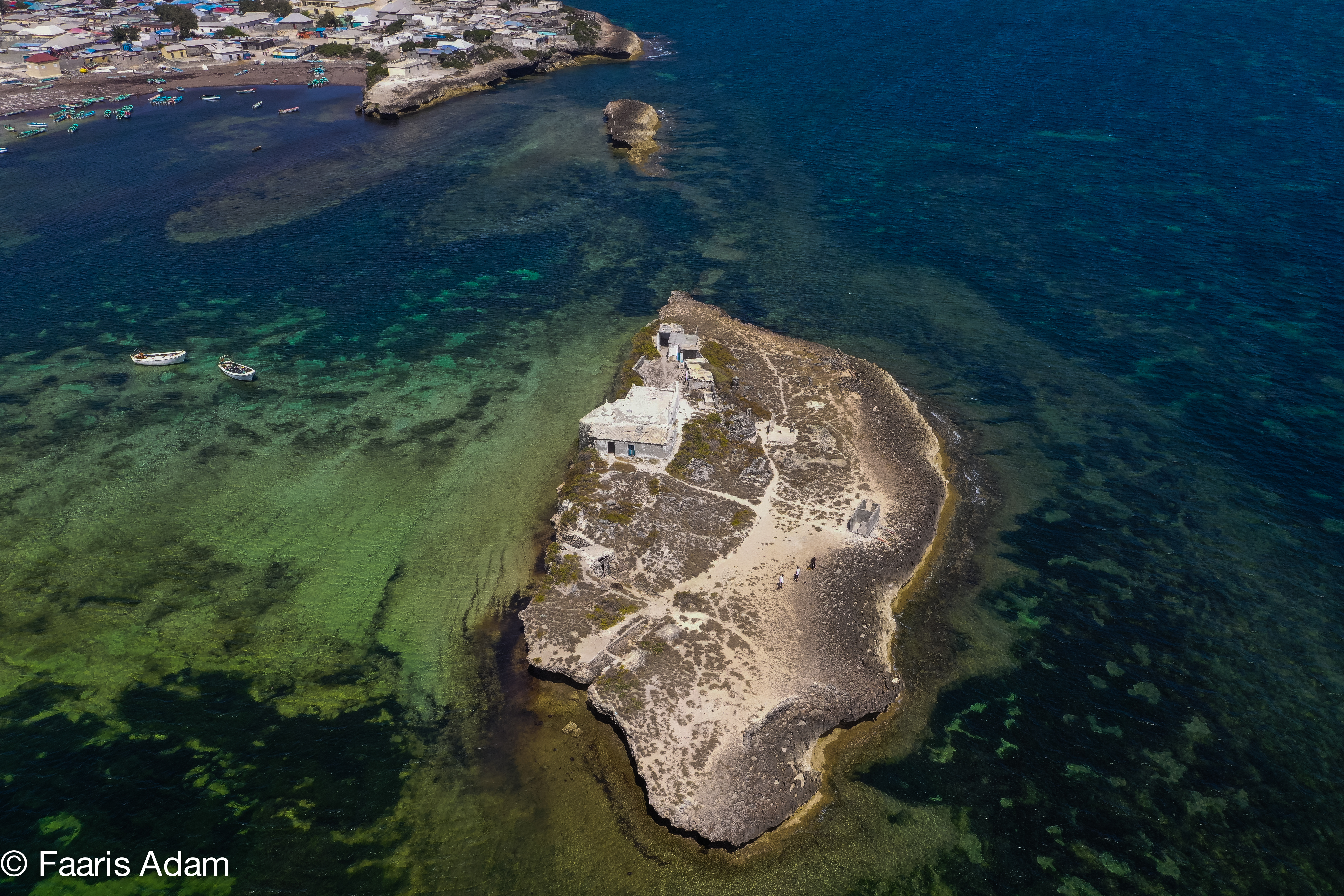
Isla de Somalia en la región de Benadir.

Cal Madow es una cadena montañosa del noreste del país. Se extiende desde varios kilómetros al oeste de la ciudad de Bosaso hasta el noroeste de Erigavo, y en ella se encuentra el pico más alto de Somalia, el Shimbiris, con una altitud de unos 2.416 metros. Las escarpadas cordilleras este-oeste de los montes Karkaar también se extienden hacia el interior del litoral del golfo de Adén. En las regiones centrales, las cordilleras septentrionales del país dan paso a mesetas poco profundas y cursos de agua típicamente secos a los que localmente se denomina Ogo. La meseta occidental del Ogo, a su vez, se funde gradualmente con el Haud, una importante zona de pasto para el ganado.
Somalia sólo tiene dos ríos permanentes, el Jubba y el Shabele, que nacen en las tierras altas etíopes. Estos ríos fluyen principalmente hacia el sur, y el Jubba desemboca en el océano Índico en Kismayo. Al parecer, el río Shabele se adentraba en el mar cerca de Merca, pero ahora llega a un punto justo al suroeste de Mogadiscio. A partir de ahí, se extiende por pantanos y zonas secas antes de desaparecer en el terreno desértico al este de Jilib, cerca del río Juba.

### Medio Ambiente

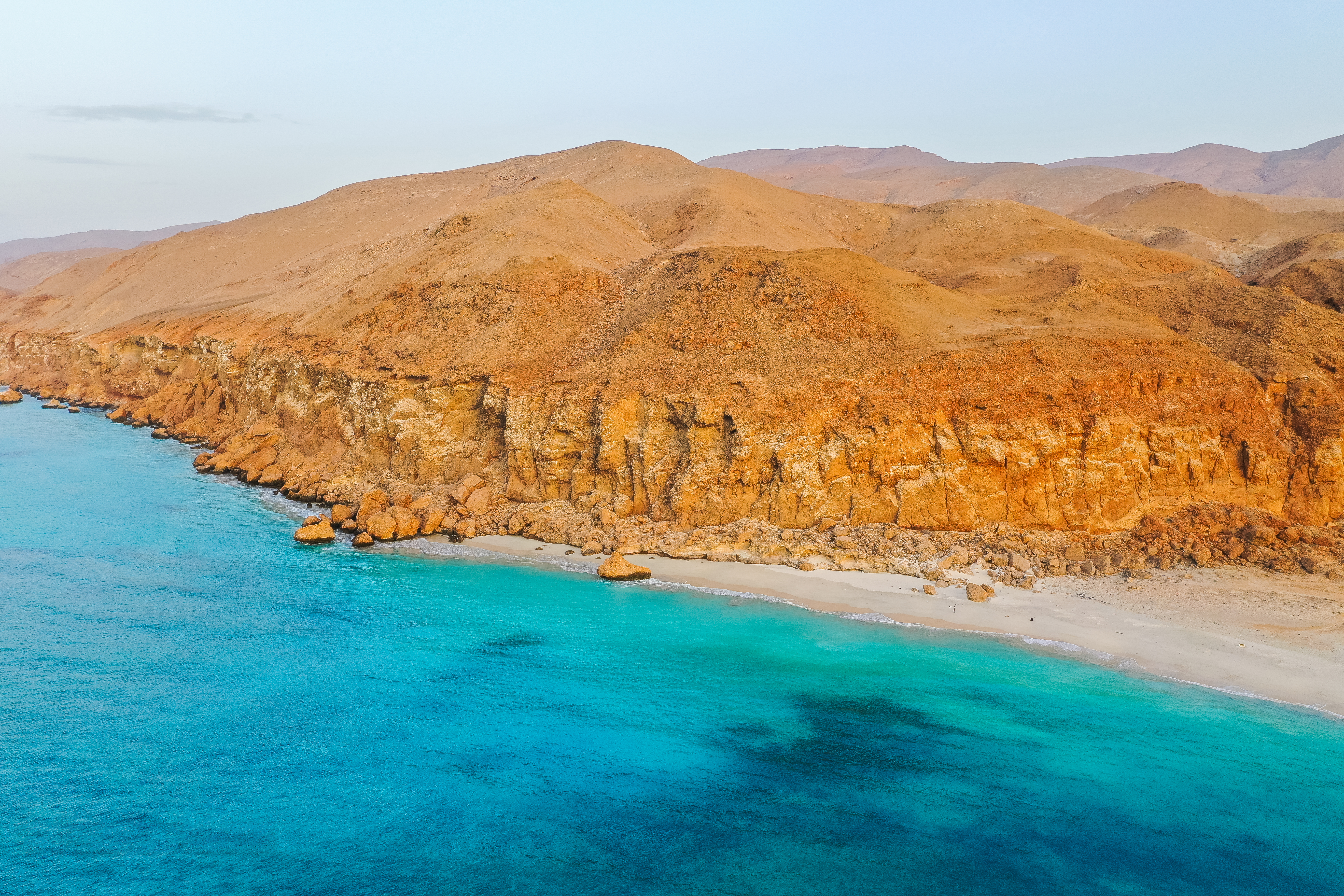
Acantilados desérticos de Somalia en Mareero.

Somalia es un país semiárido con aproximadamente un 1,64 % de tierra cultivable. Las primeras organizaciones medioambientales locales fueron Ecoterra Somalia y la Sociedad Ecológica Somalí, que ayudaron a promover la concienciación sobre los problemas ecológicos y movilizaron programas medioambientales en todos los sectores gubernamentales y en la sociedad civil. A partir de 1971, el gobierno de Siad Barre puso en marcha una campaña masiva de plantación de árboles a escala nacional para detener el avance de miles de hectáreas de dunas de arena arrastradas por el viento que amenazaban con engullir ciudades, carreteras y tierras de cultivo.
En 1988, se habían tratado 265 hectáreas de un total previsto de 336, y se habían establecido 39 reservas de pastos y 36 plantaciones forestales. En 1986, Ecoterra International creó el Centro de Rescate, Investigación y Vigilancia de la Fauna Silvestre, con el objetivo de sensibilizar al público sobre cuestiones ecológicas. Este esfuerzo educativo condujo en 1989 a la llamada «propuesta de Somalia» y a la decisión del gobierno somalí de adherirse a la Convención sobre el Comercio Internacional de Especies Amenazadas de Fauna y Flora Silvestres (CITES), que estableció por primera vez una prohibición mundial del comercio de marfil de elefante.

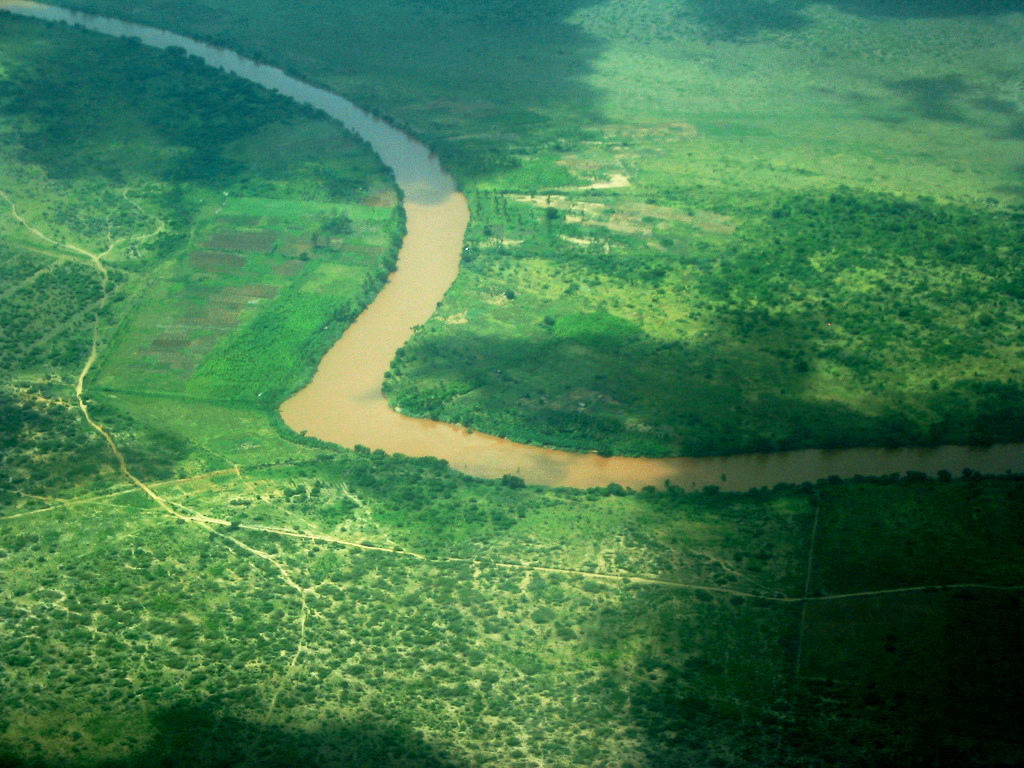
El río Juba cerca de Jamaame, al sur de Somalia.

Más tarde, Fatima Jibrell, una destacada activista medioambiental somalí, organizó una exitosa campaña para conservar los antiguos bosques de acacias del noreste de Somalia. Estos árboles, que pueden vivir 500 años, se estaban talando para fabricar carbón vegetal, muy demandado en la península arábiga, donde las tribus beduinas de la región consideran sagrada la acacia. Sin embargo, a pesar de ser un combustible relativamente barato que satisface las necesidades del usuario, la producción de carbón vegetal suele provocar deforestación y desertificación.
Para abordar este problema, Jibrell y la Horn of Africa Relief and Development Organization (Horn Relief; ahora Adeso), organización de la que fue fundadora y directora ejecutiva, formaron a un grupo de adolescentes para educar al público sobre el daño permanente que puede crear la producción de carbón vegetal. En 1999, Horn Relief coordinó una marcha por la paz en la región nororiental somalí de Puntlandia para poner fin a las llamadas «guerras del carbón vegetal».

Gracias a la labor de presión y educación de Jibrell, el gobierno de Puntlandia prohibió en 2000 la exportación de carbón vegetal. Desde entonces, el gobierno ha hecho cumplir la prohibición, lo que supuestamente ha provocado un descenso del 80 % en las exportaciones del producto. Jibrell fue galardonada con el Premio Medioambiental Goldman en 2002 por sus esfuerzos contra la degradación medioambiental y la desertificación. En 2008, también ganó el Premio National Geographic Society/Buffett Foundation al Liderazgo en Conservación.

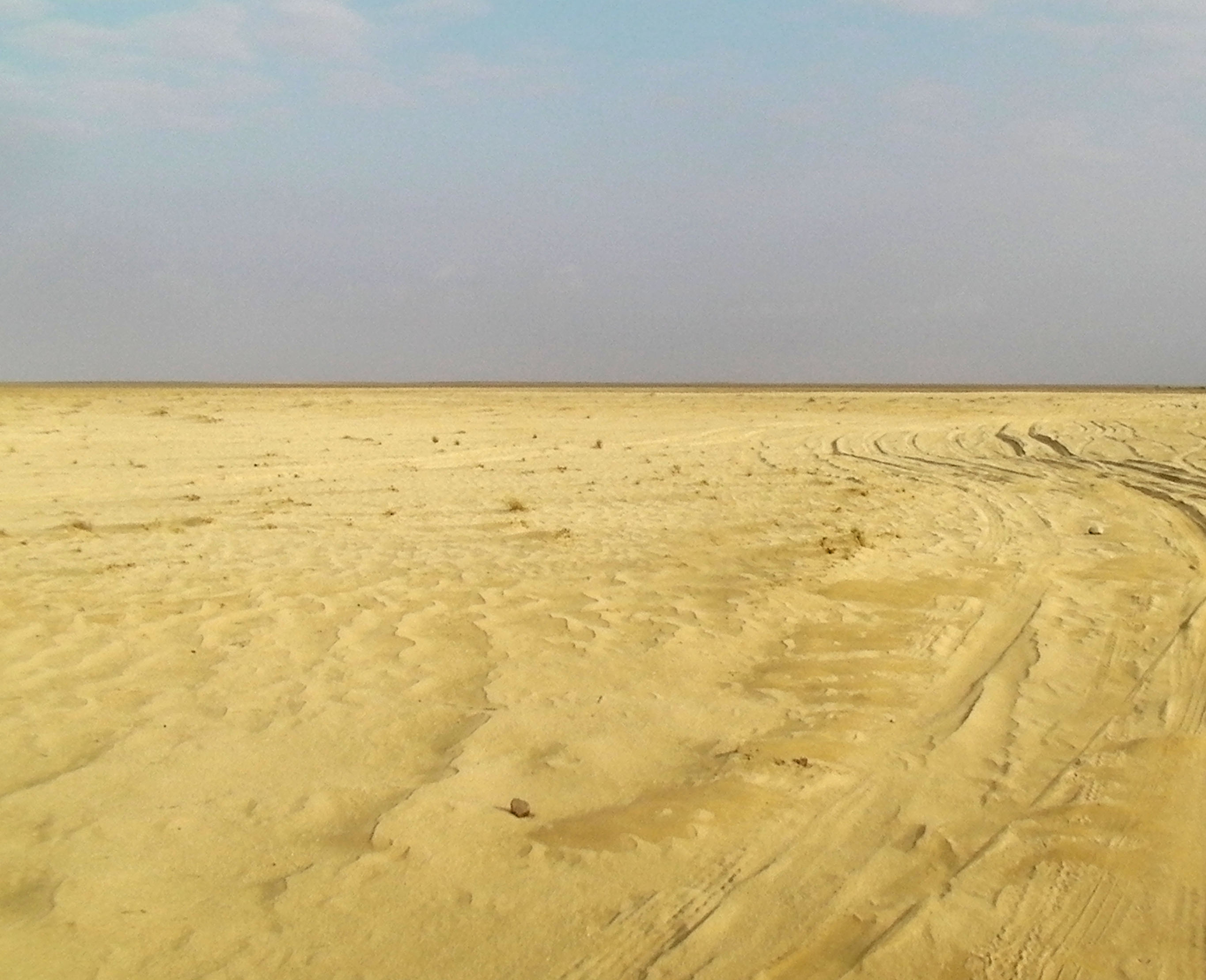
Gran parte de Somalia esta cubierta por desiertos

Tras el enorme tsunami de diciembre de 2004, también han surgido acusaciones de que, tras el estallido de la guerra civil somalí a finales de la década de 1980, el largo y remoto litoral de Somalia se utilizó como vertedero para la eliminación de residuos tóxicos. Se cree que las enormes olas que azotaron el norte de Somalia tras el tsunami removieron toneladas de residuos nucleares y tóxicos que podrían haber sido vertidos ilegalmente en el país por empresas extranjeras.
El Partido Verde Europeo dio seguimiento a estas revelaciones presentando ante la prensa y el Parlamento Europeo en Estrasburgo copias de contratos firmados por dos empresas europeas -la firma suiza italiana Achair Partners y un intermediario italiano de residuos, Progresso- y representantes del entonces Presidente de Somalia, el líder de la facción Ali Mahdi Mohamed, para aceptar 10 millones de toneladas de residuos tóxicos a cambio de 80 millones de dólares (entonces unos 60 millones de libras esterlinas).
Según informes del Programa de las Naciones Unidas para el Medio Ambiente (PNUMA), los residuos han provocado casos muy superiores a los normales de infecciones respiratorias, úlceras y hemorragias bucales, hemorragias abdominales e infecciones cutáneas inusuales entre muchos habitantes de las zonas próximas a las ciudades nororientales de Hobyo y Benadir, en la costa del océano Índico, enfermedades compatibles con la enfermedad por radiación. El PNUMA añade que la situación a lo largo de la costa somalí supone un peligro medioambiental muy grave no sólo en Somalia, sino también en la subregión de África oriental.

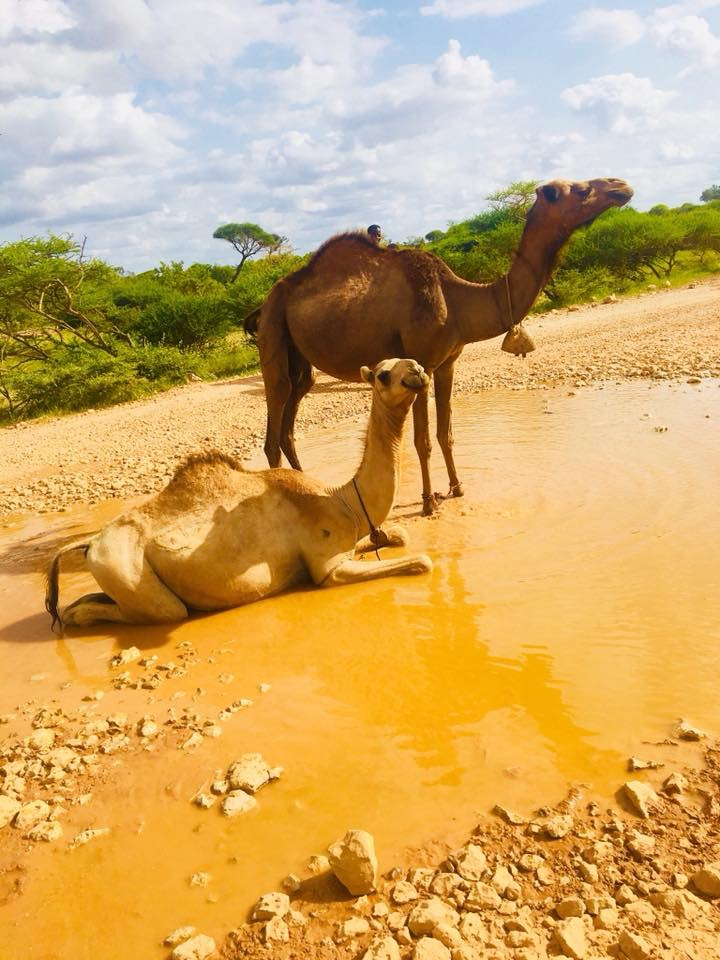
Camellos en la Región de Galguduud

### Flora y fauna
La fauna y la flora de Somalia son extremadamente diversas debido a la ubicación del país entre las zonas templadas y tropicales. Somalia tiene una larga costa, bordeada por el océano Índico al este y el mar Rojo al norte. Las zonas noroccidental y central del país son áridas o muy secas. Las regiones meridional y nororiental son semiáridas y reciben algo más de lluvia que las regiones central y noroccidental. La región costera es más húmeda debido a su proximidad al océano. Somalia alberga más de 727 especies de aves y cuenta con más de 177 especies de mamíferos.
El cocodrilo del Nilo, el mayor cocodrilo de África, es muy común en el sur del país. Somalia alberga una gran variedad de flora y fauna, desde acacias hasta aves, grandes felinos y reptiles grandes y pequeños.
En algunas zonas, las montañas están cubiertas de arbustos como la pyracantha, el jazmín, la poinsettia y un variado surtido de árboles de hoja perenne. Son comunes la alcaravea, la carcada, el cardamomo, el cilantro, el incienso, la mirra y la pimienta roja.
Somalia contiene una gran variedad de mamíferos, debido a su diversidad geográfica y climática. Hay animales salvajes en todas las regiones. Entre ellos se encuentran el león,
el guepardo somalí, la jirafa reticulada, el babuino hamadryas, la civeta, el serval, el elefante africano de monte, el cerdo de monte, la gacela de Soemmerring, el antílope, el íbice, el kudú, el dik-dik, el oribi, el antílope carricero, el asno salvaje somalí, la cebra de Grévy y la hiena.
También se han encontrado elefantes en Somalia. Dado que los elefantes son migratorios, se encuentran en diversos hábitats, como bosques, sabanas y selvas tropicales. El damán de las rocas, que habita en la sabana y las zonas rocosas, se parece mucho a un roedor de gran tamaño, pero en realidad está emparentado con los elefantes. El topo dorado vive en la sabana.
Somalia alberga actualmente unas 727 especies de aves, de las cuales ocho son endémicas, una ha sido introducida por el hombre y otra es rara o accidental. Catorce especies están amenazadas a nivel mundial
Somalia cuenta con unas 235 especies de reptiles, de las que casi la mitad viven en sus zonas septentrionales. El cocodrilo del Nilo es muy común en el sur de Somalia y es el mayor cocodrilo de África. Los machos adultos pueden medir entre 4 y 5 metros.

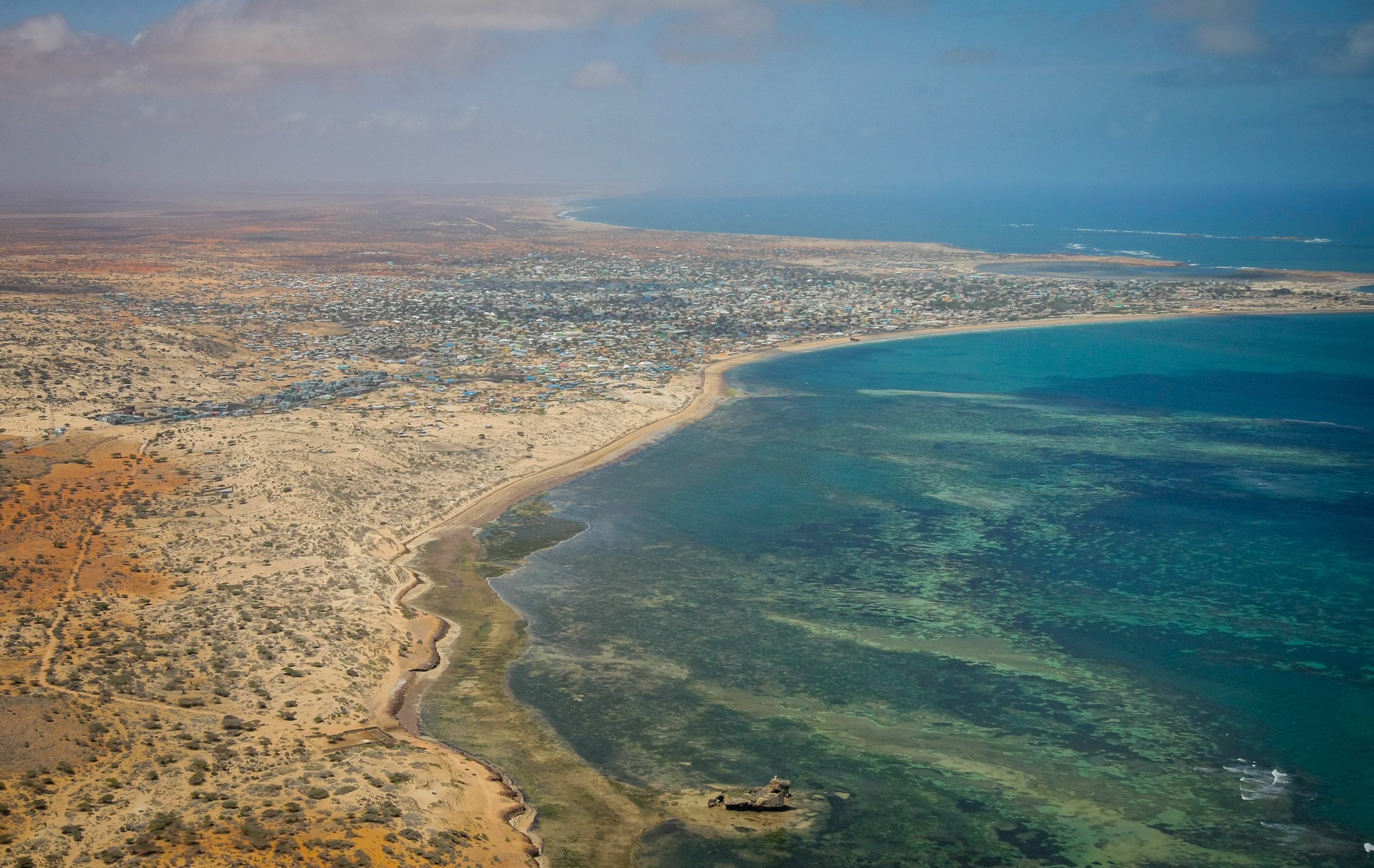
Paisaje costero de Kismayo al sur de Somalia

Otros reptiles exclusivos de Somalia son la víbora escamosa de Hughes, la serpiente de liga del sur de Somalia, Platyceps messanai, la serpiente diadema de Scortecci (Spalerosophis josephscorteccii), la boa de arena somalí, el lagarto gusano anguloso, el mastigure de Macfadyen (Uromastyx macfadyeni), el geco de Lanza (Hemidactylus granchii), el geco semáforo y un lagarto de pared de Mesalina o Eremias. La serpiente colúbrida (Aprosdoketophis andreonei) y el eslizón de Haacke-Greer (Haackgreerius miopus) son géneros endémicos.
Con 3.300 km de costa frente al océano Índico, Somalia posee el litoral más largo de África continental. Las aguas somalíes son caladeros privilegiados de peces migratorios como el atún y especies afines, y una plataforma continental estrecha pero productiva alberga varias especies de peces demersales y crustáceos.
Las tierras altas, que en una línea casi continua atraviesan África oriental, han aislado en gran medida la flora de Somalia, a pesar de la semejanza general de su clima y suelo con el país del lado occidental de la banda de tierras altas. La mayor parte del país está cubierta de hierbas altas y gruesas o, lo que es más común, de espesos matorrales espinosos o selva, entre los que ocasionalmente se alzan árboles aislados. Las plantas arbustivas predominantes son la khansa, las acacias, los áloes y, sobre todo, la Boswellia y la Commiphora, que producen resinas y bálsamos muy perfumados, como la mirra, el incienso (olíbano) y el bálsamo de Galaad.

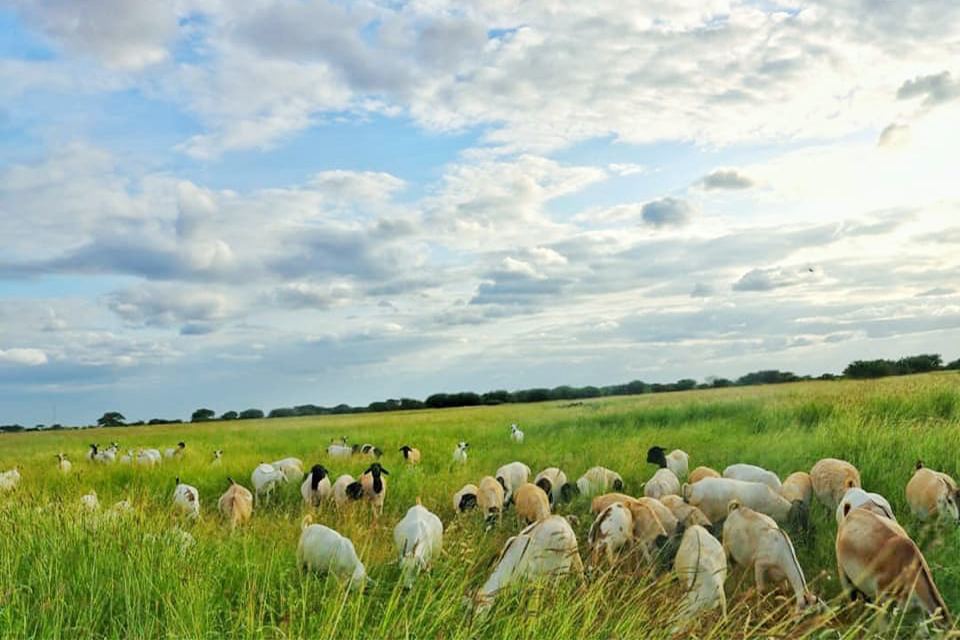
Un rebaño de Cabras somalíes

Entre los árboles más grandes se encuentra el cedro de montaña, que alcanza los 30 metros; el gob, que da bayas comestibles de aspecto parecido a la cereza con sabor a manzana, crece hasta unos 30 metros y se encuentra bordeando los lechos de los ríos. A lo largo de los lechos de los ríos hay manchas de densos juncos, que alcanzan los 3 metros de altura, y matorrales de tamarisco, y a ambos lados la selva es más alta y exuberante que en la meseta abierta. De las plantas herbáceas, la kissenia, único representante del orden Loasaceae, común en América pero muy rara en otros lugares, se encuentra en Somalia, que también posee formas pertenecientes a la flora mediterránea oriental.

## Economía
Somalia es uno de los países más pobres del planeta, con relativamente pocos recursos naturales. La mayor parte de la economía fue devastada en la guerra civil somalí. Gran parte de su población es nómada o seminómada y vive de la cría de ganado. La banana es otro importante producto de exportación. Azúcar, sorgo, maíz y pescado son producidos solamente para el mercado interno.

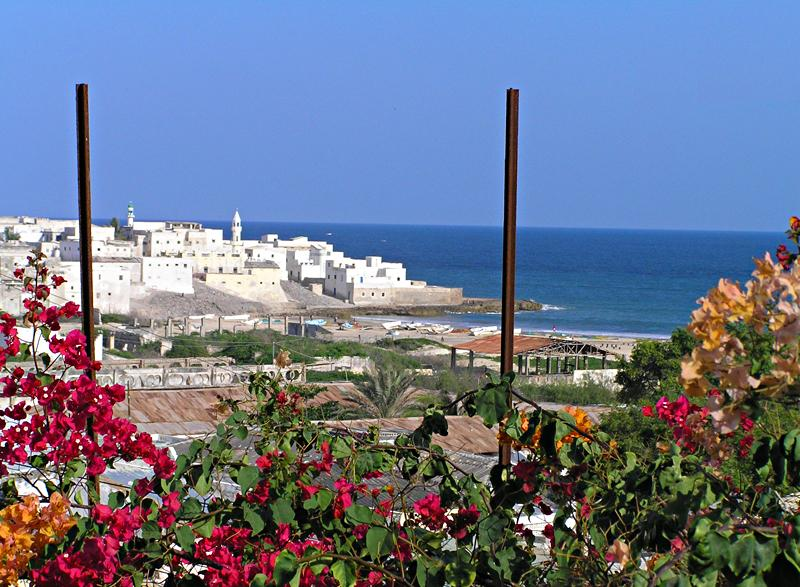
Merca, una localidad portuaria de Somalia

A pesar de la falta de un gobierno nacional, Somalia ha mantenido una fuerte economía informal, basada principalmente en la ganadería, en la transferencia y remesas de fondos, y en las telecomunicaciones. La agricultura es el sector más fuerte, y la ganadería representa unos 40 % del PIB y más de 50 % de las exportaciones.
Según el Programa de las Naciones Unidas para el Desarrollo (PNUD) en Somalia, en 2023 el país registraba algunos de los indicadores de desarrollo más bajos del mundo. Su Índice de desarrollo humano (IDH) era de 0.404, clasificado como de «bajo desarrollo humano», lo que lo colocaba en el penúltimo lugar a nivel mundial. El PNUD señala que «las desigualdades entre los diferentes grupos sociales, uno de los principales impulsores de los conflictos, se han ido ampliando».

### Comercio exterior
En 2020, el país fue el 179.º exportador del mundo (US $ 20 millones). En términos de importaciones, en 2019, fue el 151.º mayor importador del mundo (US $ 2.400 millones).
En el año 2022 las exportaciones totales de Somalia fueron por $569 millones de dólares. Mientras que las importaciones fueron de $5.62 mil millones de dólares. 

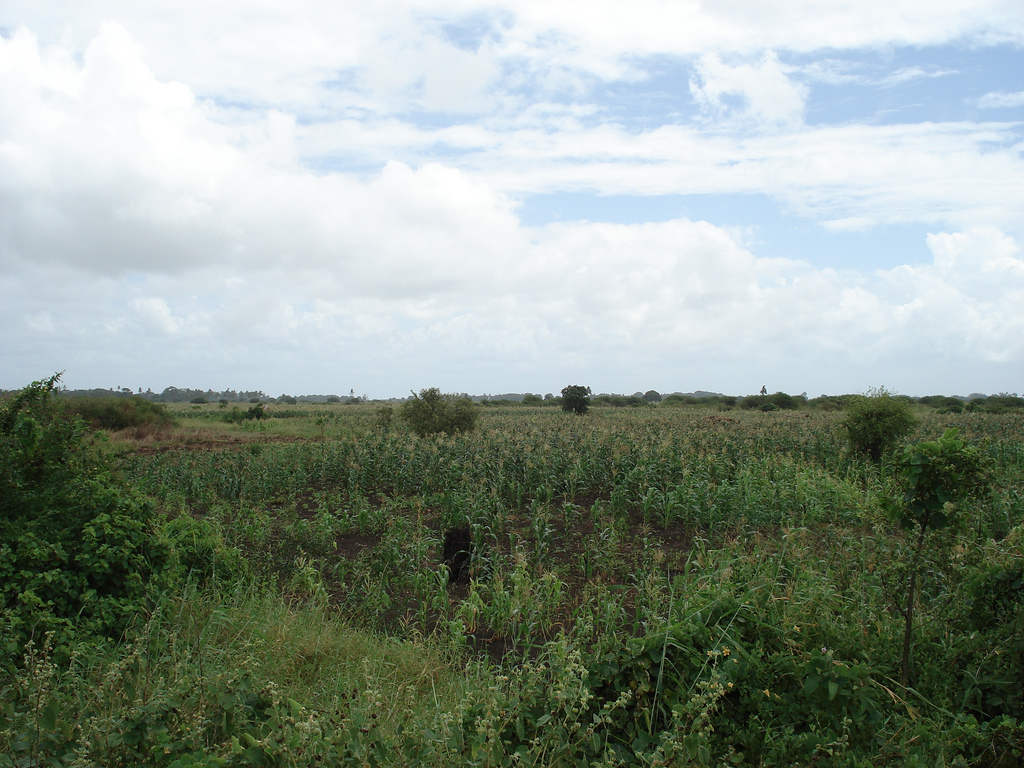
Cultivo de maíz en Jamaame, al sur del país

### Agricultura
La agricultura es el sector económico más importante. Representa alrededor del 65 % del PIB y emplea al 65 % de la población activa. La ganadería representa alrededor del 40 % del PIB y más del 50 % de los ingresos de exportación. Otras exportaciones principales incluyen pescado, carbón vegetal y plátanos; el azúcar, el sorgo y el maíz son productos para el mercado interno. Según el Banco Central de Somalia, las importaciones de bienes ascienden a unos 460 millones de dólares al año y se han recuperado e incluso superado las importaciones totales antes del inicio de la guerra civil en 1991. Las exportaciones, que suman unos 270 millones de dólares anuales, también han superado las los niveles de exportación agregados de guerra, pero aún conducen a un déficit en la cuenta comercial de alrededor de $ 190 millones de dólares estadounidenses por año. Sin embargo, este déficit comercial es superado con creces por las remesas enviadas por los somalíes en la diáspora, que han ayudado a mantener el nivel de las importaciones.
Con la ventaja de estar ubicados cerca de la península arábiga, los comerciantes somalíes han comenzado a desafiar cada vez más el dominio tradicional de Australia sobre el mercado de ganado y carne del Golfo Pérsico, ofreciendo animales de calidad a precios muy bajos. En respuesta, los estados árabes del golfo Pérsico han comenzado a realizar inversiones estratégicas en la región, con Arabia Saudita construyendo infraestructura de exportación de ganado y los Emiratos Árabes Unidos comprando grandes tierras de cultivo. Además, las flotas pesqueras de Europa y Asia han llegado a acuerdos de pesca comercial en el norte de la Región de Puntland.

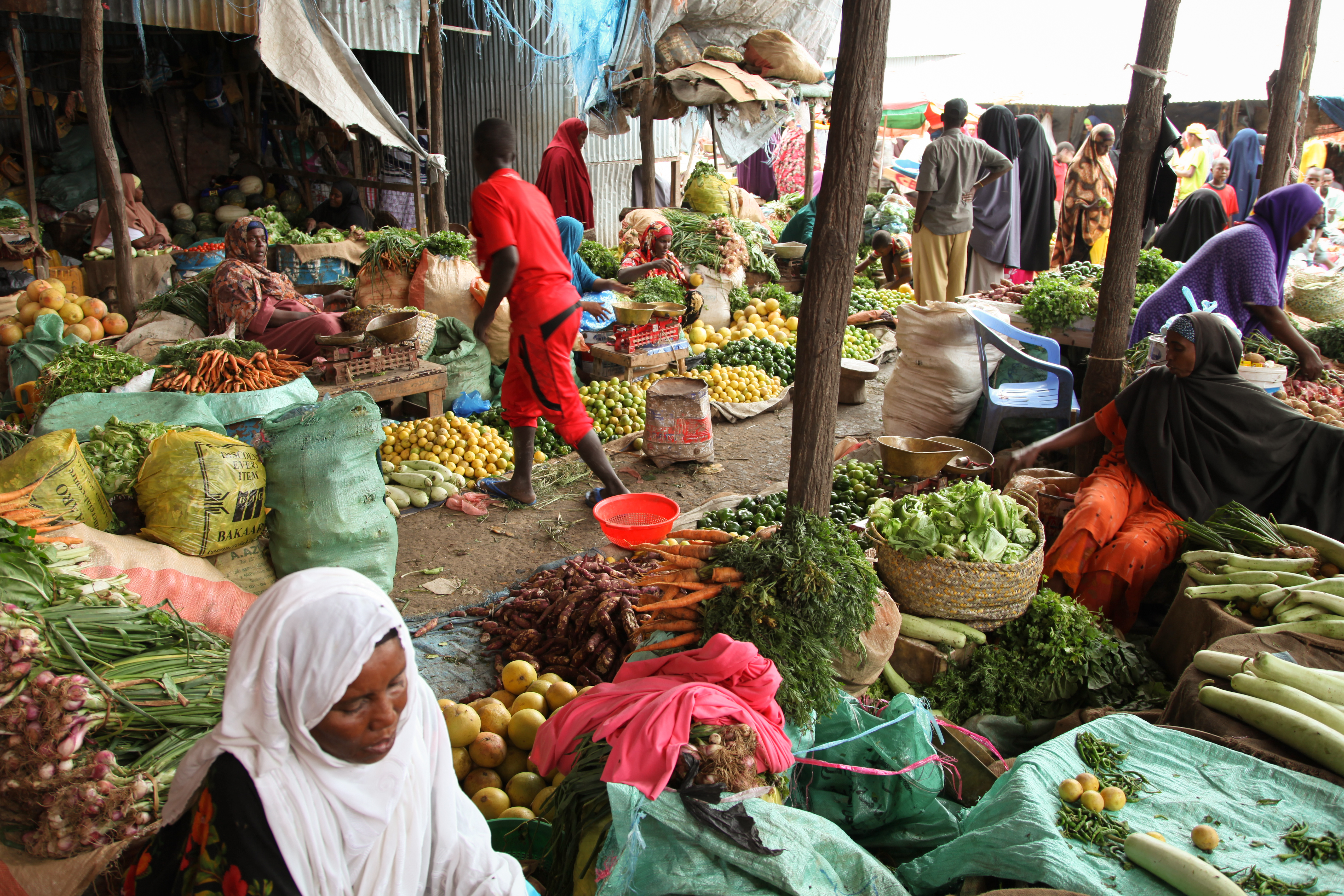
Un mercado en Mogadiscio

Con Somalia exportando 3 millones de ovejas en 2012, sus exportaciones vivas a Oriente Medio han superado las exportaciones australianas, que ascendieron a 2 millones. Según la Oficina de Economía y Ciencias Agrícolas y de Recursos de Australia, el 99 % de las exportaciones de ganado del país se dirigen al Medio Oriente. Sin embargo, desde 2006, ha habido una disminución del 10 % «debido a la creciente competencia en los mercados de exportación de las exportaciones de ovejas de África y Europa Oriental». En 2014 se exportaron más de 5 millones de cabezas de ganado, la mayor cantidad en 20 años. La vecina Somalilandia también alberga algunos de los mercados de ganado más grandes, conocidos en somalí como seylad, en el Cuerno de África, con hasta 10 000 cabezas de ovejas y cabras vendidas diariamente en los mercados de Burao y Yirowe, muchas de las cuales se envían a los estados del Golfo a través del puerto de Berbera. Los mercados manejan ganado de todo el Cuerno de África.
El incienso y la mirra son productos de exportación importantes para Somalia. Junto con Etiopía y Kenia, Somalia es uno de los tres mayores proveedores mundiales de estos productos.

### Industria
El modesto sector industrial, basado en la elaboración de productos agrícolas, representa el 10 % del PIB de Somalia.
Antes del estallido de la guerra civil en 1991, las aproximadamente 53 empresas manufactureras pequeñas, medianas y grandes de propiedad estatal se estaban hundiendo, y el conflicto resultante destruyó muchas de las industrias restantes. Sin embargo, principalmente como resultado de una importante inversión local de la diáspora somalí, muchas de estas plantas en pequeña escala se han reabierto y se han creado otras más nuevas. Estos últimos incluyen plantas de procesamiento de carne y conservas de pescado en el norte, así como alrededor de 25 fábricas en el área de Mogadiscio, que fabrican pasta, agua mineral, dulces, bolsas de plástico, telas, cueros y pieles, detergente y jabón, aluminio, colchones y almohadas de espuma, barcos de pesca, realizar embalajes y procesamiento de piedra.
En 2001, las inversiones en manufactura ligera se han expandido en Bosaso, Hargeisa y Mogadiscio, en particular, lo que indica una creciente confianza empresarial en la economía. Con este fin, en 2004, se abrió una planta embotelladora de Coca-Cola de $ 8,3 millones en Mogadiscio, con inversionistas provenientes de varios distritos electorales en Somalia. Varios otros sectores también han atraído inversiones extranjeras de empresas como General Motors y Dole Fruit.

### Telecomunicaciones

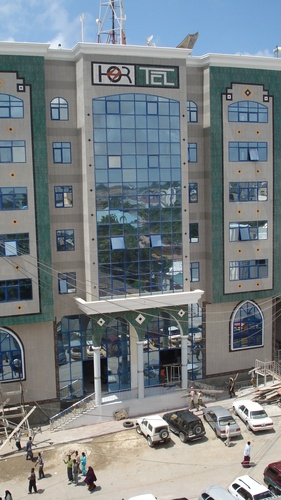
El edificio de Hormuud Telecom en Mogadiscio.

El sistema de telecomunicaciones de Somalia fue destruido durante los combates que tuvieron lugar en 1991. En 2010, varias nuevas empresas de telecomunicaciones estaban proporcionando esta infraestructura faltante. Financiadas por empresarios somalíes y respaldadas por la experiencia de China, Corea y Europa; estas empresas de telecomunicaciones nacientes ofrecen servicios de telefonía móvil e Internet asequibles que no están disponibles en muchas otras partes del continente. Los clientes pueden realizar transferencias de dinero y otras actividades bancarias a través de teléfonos móviles, así como obtener fácilmente acceso inalámbrico a Internet. Sin embargo, las operaciones de las empresas se vieron limitadas por los continuos combates.
En 2004, el tiempo de instalación de un teléfono fijo era de tres días, mientras que en Kenia, al sur, las listas de espera eran de muchos años. Entrevistadas en 2004, las empresas de telecomunicaciones estaban «desesperadas» por tener un gobierno eficaz: «todo comienza con la seguridad». Actualmente hay alrededor de 25 líneas principales por cada 1000 personas, y la disponibilidad local de líneas telefónicas (teledensidad) es mayor que en los países vecinos; tres veces mayor que en la vecina Etiopía. Entre las empresas de telecomunicaciones somalíes destacadas se incluyen Golis Telecom Group, Hormuud Telecom, Somafone, Nationlink, Netco, Telcom y Somali Telecom Group. Solo Hormuud Telecom genera unos 40 millones de dólares al año. Para amortiguar las presiones competitivas, tres de estas empresas firmaron un acuerdo de interconectividad en 2005 que les permite fijar precios y ampliar sus redes.
Un informe de 2010 declaró que la expansión de la industria de las telecomunicaciones de Somalia proporcionó una de las señales más claras de que la economía del país estaba creciendo.
En 2005, también había 20 periódicos somalíes de propiedad privada, 12 estaciones de radio y televisión y numerosos sitios de Internet que ofrecían información al público.

### Finanzas

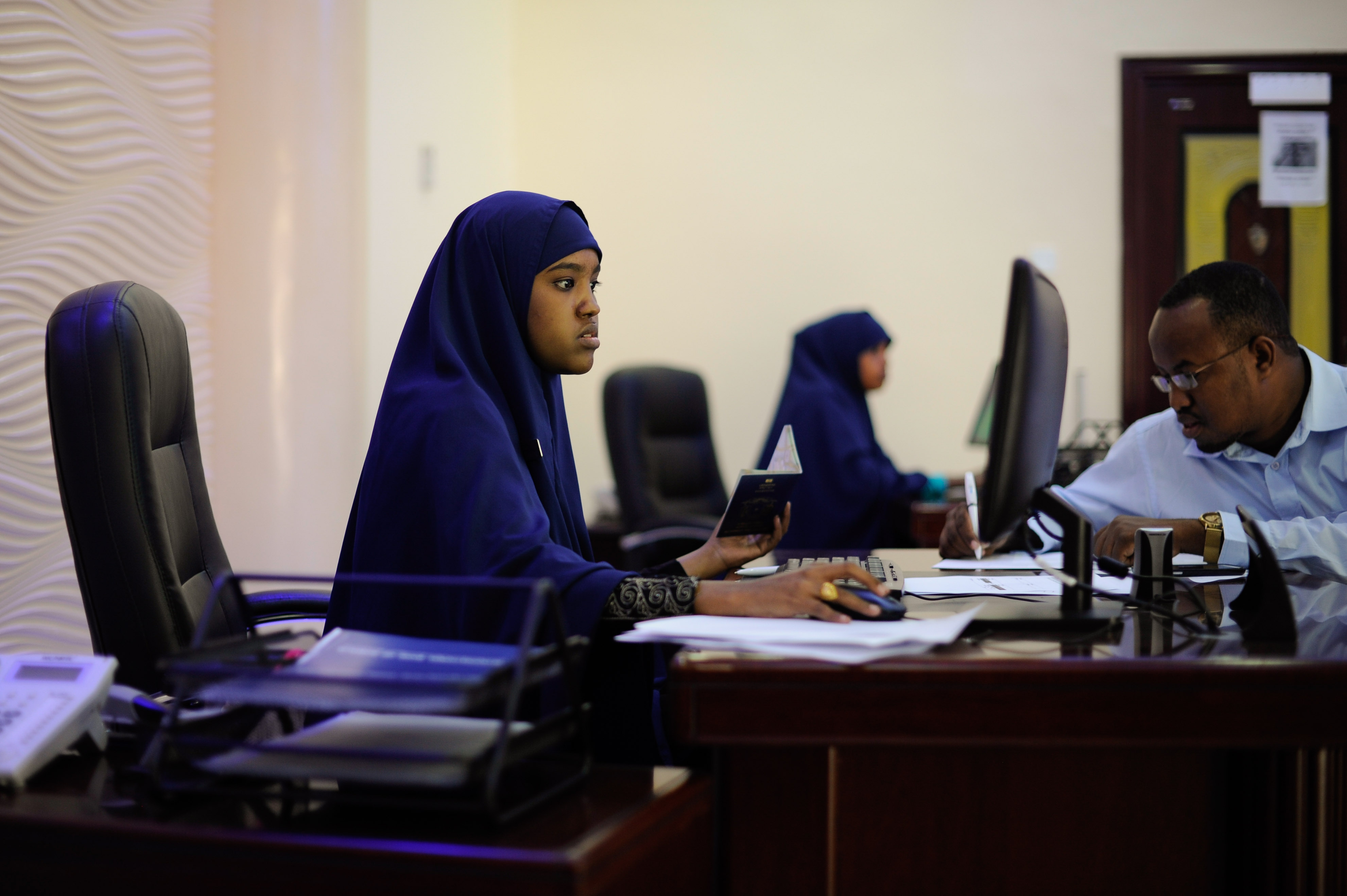
Oficinas del Banco Internacional de Somalia en la capital del país

El Banco Central de Somalia es la autoridad monetaria oficial de Somalia. En materia de gestión financiera, se encuentra en proceso de asumir la tarea tanto de formular como de implementar la política monetaria. En 2013, el Banco Africano de Desarrollo evaluó que el Banco Central de Somalia estaba «obstaculizado por la falta de recursos humanos, materiales y financieros adecuados», pero que podría reducir la tasa de inflación una vez que asumiera el control de la política monetaria y emitió una nueva moneda. En ese momento, Somalilandia también tenía un banco central, aunque sus funciones principales eran servir como tesorería del gobierno e imprimir moneda.
Debido a la falta de confianza en la moneda local, el dólar estadounidense es ampliamente aceptado como medio de cambio junto con el chelín somalí. A pesar de la dolarización, la gran emisión del chelín somalí ha provocado inflación. El banco central dice que pondrá fin al entorno inflacionario cuando asuma el control total de la política monetaria y reemplace la moneda actualmente en circulación introducida por el sector privado.
Somalia no ha tenido una autoridad monetaria central durante más de 15 años entre el estallido de la guerra civil en 1991 y el posterior restablecimiento del Banco Central de Somalia en 2009. Las transferencias de banco a banco no son posibles, lo que llevó al aumento de los operadores privados de transferencia de dinero (MTO) que han actuado como redes bancarias informales.
Estas empresas de remesas (hawalas) se han convertido en una gran industria en Somalia, y los somalíes de la diáspora remiten anualmente a la región unos 1.600 millones de dólares a través de empresas de transferencia de dinero. Estos últimos incluyen Dahabshiil, Qaran Express, Mustaqbal, Amal Express, Kaah Express, Hodan Global, Olympic, Amana Express, Iftin Express y Tawakal Express. La mayoría son miembros acreditados de la Asociación de Transferencia de Dinero de Somalia (SOMTA), una organización que regula el sector de transferencia de dinero de la comunidad, o su predecesora, la Asociación de Servicios Financieros de Somalia (SFSA). Somalia es el cuarto país del mundo que más depende de las remesas. La mayoría de las remesas son enviadas por somalíes al exterior a familiares en Somalia. Esto representa entre el 20 y 50 % de la economía somalí.

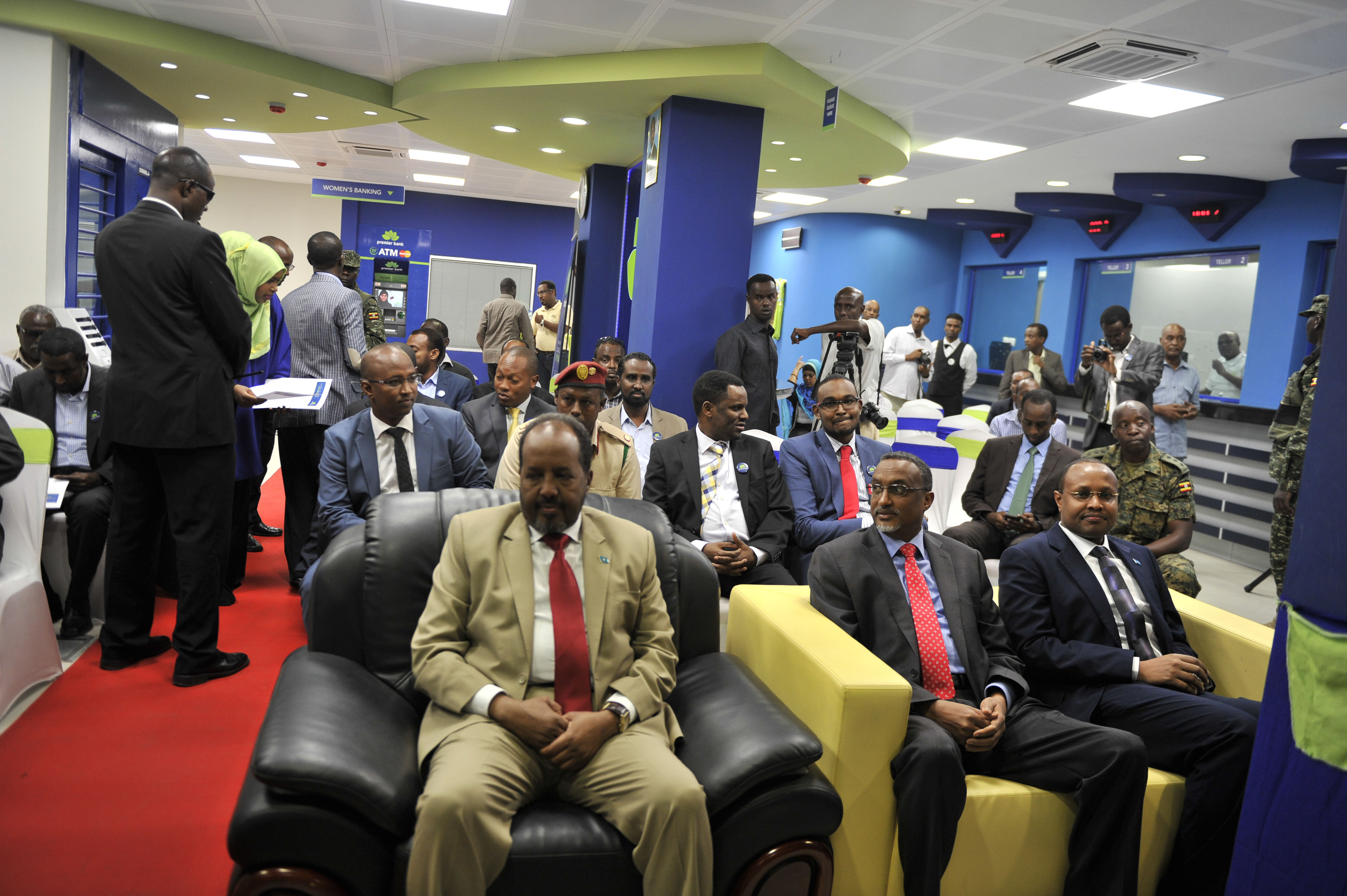
Ceremonia de apertura del Banco Premier de Somalia en 2015

Dahabshiil es el mayor de los operadores de transferencia de dinero (MTO) somalíes, habiendo capturado la mayor parte del mercado que dejó libre Al-Barakaat. La firma tiene su sede en Londres y emplea a más de 2000 personas en 144 países, con 130 sucursales solo en el Reino Unido, 130 sucursales más en Somalia y 400 sucursales en todo el mundo, incluida una en Dubái. La empresa ofrece una amplia gama de servicios financieros a organizaciones internacionales, así como a grandes y pequeñas empresas y particulares. Después de Dahabshiil, Qaran Express es la mayor empresa de transferencia de fondos de propiedad somalí. La firma tiene su sede en Londres y Dubái, con 175 agentes en todo el mundo, 66 agentes en Somalia y 64 en Londres, y no cobra nada por el envío de fondos de caridad. Mustaqbal es el tercer MTO somalí más destacado, con 8 agentes en Somalia y 49 en el Reino Unido. Al igual que Dahabshiil y Qaran Express, también tiene una presencia notable a nivel internacional.
A medida que el Banco Central de Somalia es reconstituido, asume plenamente sus responsabilidades de política monetaria, se espera que algunas de las empresas de transferencia de dinero existentes en un futuro próximo soliciten licencias para convertirse en bancos comerciales de pleno derecho. Esto servirá para ampliar el sistema de pagos nacional para incluir controles formales, lo que a su vez se espera que refuerce la eficacia del uso de la política monetaria en la gestión macroeconómica nacional.
Con una mejora significativa en la seguridad local, los expatriados somalíes comenzaron a regresar al país en busca de oportunidades de inversión. Junto con la modesta inversión extranjera, la entrada de fondos ha contribuido a que el chelín somalí aumente considerablemente de valor. En marzo de 2014, la moneda se había apreciado casi un 60 % frente al dólar estadounidense durante los 12 meses anteriores. El chelín somalí fue el más fuerte entre las 175 monedas globales negociadas por Bloomberg, aumentando cerca de 50 puntos porcentuales más que la siguiente moneda mundial más sólida durante el mismo período.

### Recursos naturales
Somalia tiene reservas sin explotar de numerosos recursos naturales, como uranio, mineral de hierro, estaño, yeso, bauxita, cobre, sal y gas natural. Se han concedido licencias a empresas petroleras australianas y chinas para encontrar petróleo y otros recursos naturales en el país. Un grupo petrolero que cotiza en Sídney, Range Resources, anticipa que la provincia de Puntland en el norte tiene el potencial de producir 5 mil millones de barriles (790 ×106 m3) a 10 mil millones de barriles (1,6 × 109 m3) de petróleo. Como resultado de estos acontecimientos, el gobierno federal creó la Somali Petroleum Company.

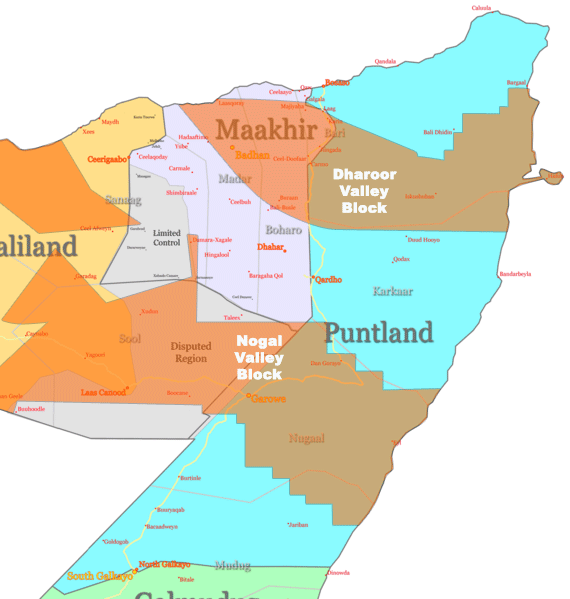
Reservas de petróleo

A finales de la década de 1960, los geólogos de la ONU también descubrieron importantes depósitos de uranio y otras reservas de minerales raros en Somalia. El hallazgo fue el más grande de su tipo, y los expertos de la industria estimaron los depósitos en más del 25 % de las reservas de uranio conocidas en ese momento en el mundo de 800 000 toneladas.
En 1984, la Misión de la fase de orientación de IUREP a Somalia informó que el país tenía 5000 toneladas de uranio con recursos razonablemente asegurados (RAR), 11 000 toneladas de uranio con recursos adicionales estimados (EAR) en depósitos de calcreta, así como posiblemente hasta 150 000 toneladas de recursos especulativos de uranio (SR) en depósitos de arenisca y calcreta. Al mismo tiempo, Somalia se convirtió en un importante proveedor mundial de uranio, con compañías mineras estadounidenses, de los Emiratos Árabes Unidos, italianas y brasileñas compitiendo por los derechos de extracción. Los recursos naturales tienen una participación en los recursos naturales de la región central, Kilimanjaro Capital tiene una participación en el bloque Amsas-Coriole-Afgoi (ACA) de 1 161 400 acres, que incluye la exploración de uranio. Además del uranio, también se encontró en el país una cantidad no especificada de itrio, un elemento de tierras raras y un mineral costoso.

## Transporte

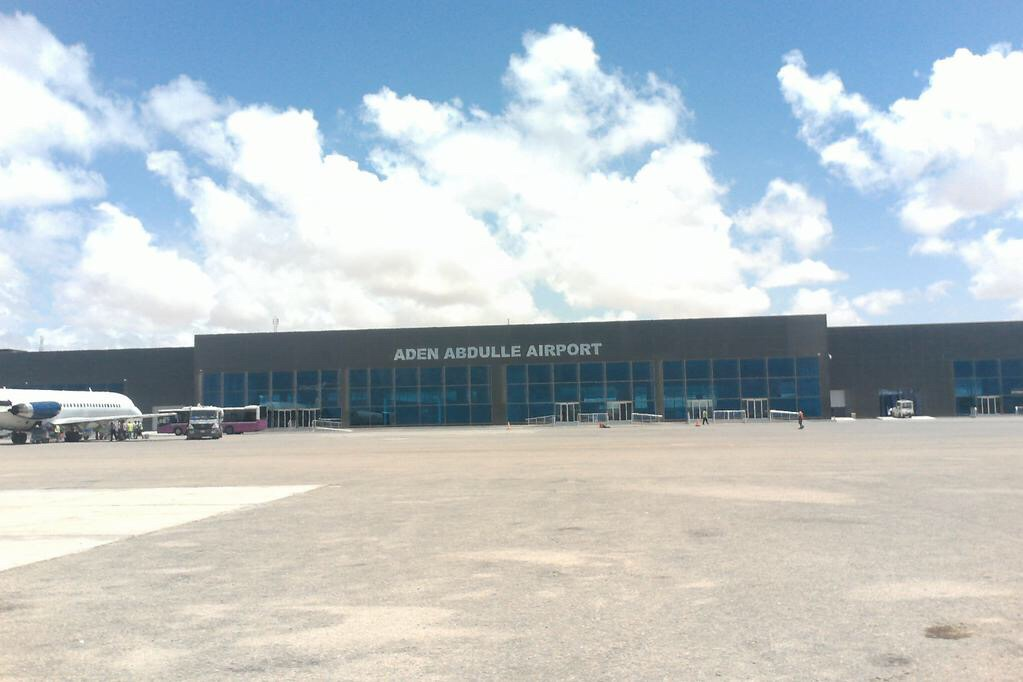
El aeropuerto Aden Abdullah

La red de carreteras de Somalia tiene una longitud de 22.100 km. En 2000, 2.608 km (1.621 mi) estaban pavimentados y 19.492 km (12.112 mi) sin pavimentar. Una autopista de 750 km (470 mi) conecta las principales ciudades del norte del país, como Bosaso, Galkayo y Garowe, con las del sur.
La Autoridad Somalí de Aviación Civil (SOMCAA) es el organismo nacional de aviación civil de Somalia. Tras un largo periodo de gestión a cargo de la Autoridad Provisional de Aviación Civil de Somalia (CACAS), se proyecto que la SOMCAA volviera a asumir el control del espacio aéreo somalí el 31 de diciembre de 2013.
Sesenta y dos aeropuertos de Somalia permiten el transporte aéreo; siete de ellos tienen pistas pavimentadas. Entre estos últimos, cuatro aeropuertos tienen pistas de más de 3.047 metros (9.997 pies); dos tienen entre 2.438 y 3.047 m (7.999 y 9.997 pies) y uno tiene entre 1.524 y 2.437 m (5.000 y 7.995 pies). Hay cincuenta y cinco aeropuertos con zonas de aterrizaje sin pavimentar. Uno tiene una pista de más de 3.047 m; cuatro, entre 2.438 m y 3.047 m; veinte, entre 1.524 m y 2.437 m; veinticuatro, entre 914 m y 1.523 m; y seis, menos de 914 metros. Los principales aeropuertos del país son el Aeropuerto Internacional Aden Adde de Mogadiscio, el Aeropuerto Internacional Hargeisa de Hargeisa, el aeropuerto Kismayo de Kismayo, el aeropuerto Baidoa de Baidoa y el Aeropuerto Internacional Bender Qassim de Bosaso.

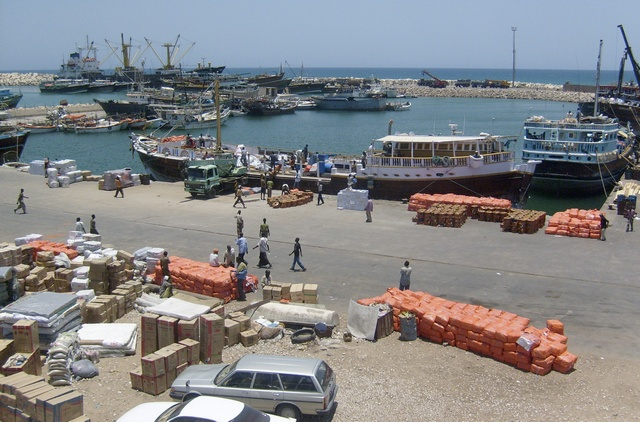
El Puerto de Bosaso

Creada en 1964, Somali Airlines era la aerolínea bandera de Somalia. Suspendió sus operaciones durante la guerra civil. Sin embargo, un gobierno somalí reconstituido inició más tarde, en 2012, los preparativos para un esperado relanzamiento de la aerolínea, estando prevista la entrega del primer avión nuevo de Somali Airlines para finales de diciembre de 2013. Según la Cámara de Comercio e Industria de Somalia, el vacío creado por el cierre de Somali Airlines ha sido llenado desde entonces por varias aerolíneas privadas de propiedad somalí. Más de seis de estas compañías aéreas privadas ofrecen vuelos comerciales a destinos nacionales e internacionales, entre ellas Daallo Airlines, Jubba Airways, African Express Airways, East Africa 540, Central Air y Hajara. Al poseer la costa más larga del continente, Somalia cuenta con varios puertos marítimos importantes. Hay instalaciones de transporte marítimo en las ciudades portuarias de Mogadiscio, Bosaso, Berbera, Kismayo y Merca. También hay una marina mercante. Creada en 2008, se dedica al transporte de mercancías.

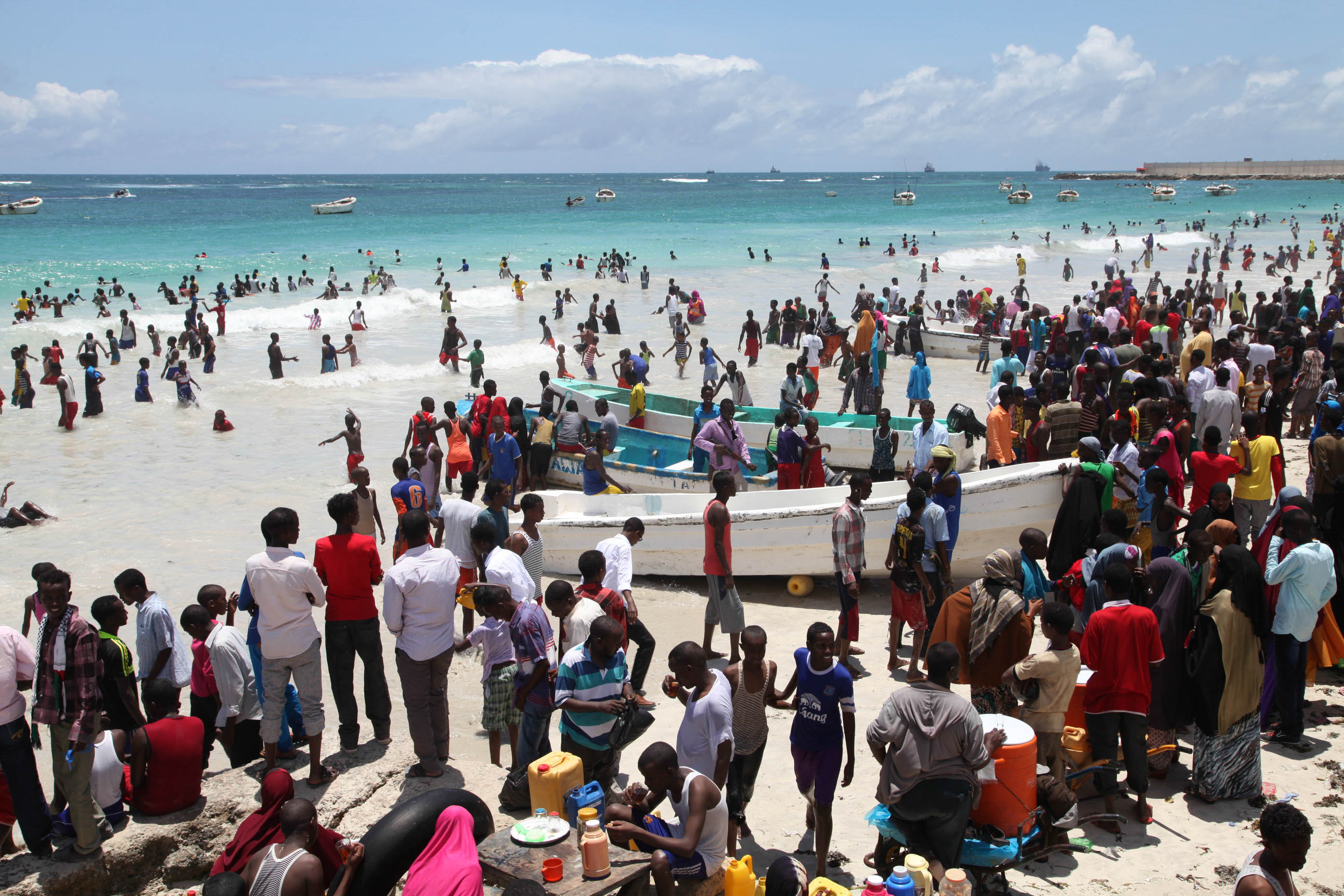
Somalíes en un día de playa

## Demografía
Somalia tiene una población estimada de 19.01 millones de personas en 2024. Estas estimaciones son difíciles de ajustar debido a la complicada situación política del país, y también a la naturaleza nómada de gran parte de sus habitantes.
Las cinco localidades más pobladas de Somalia rebasaban los 90 000 residentes. Estas son: Mogadiscio (2,587,183), Borama (597,842), Hargeysa (477,876), Berbera (242,344), Kismayo (234,852) 
Actualmente, el 60% de los somalíes son pastores nómadas o seminómadas de vacas, camellos, ovejas y cabras. Un 25 % de los habitantes son granjeros asentados en las regiones fértiles entre los ríos Juba y Shebelle, al sur del país. El resto de la población se concentra en las áreas metropolitanas.
Como consecuencia de la guerra, Somalia tiene una gran comunidad de refugiados fuera del país, una de las mayores de África. Se calcula que pueden rondar el millón de personas refugiadas fuera del continente, siendo Italia, Reino Unido y los países nórdicos los principales destinos de los mismos.
Aunque la población del país forma un único grupo étnico con la misma lengua y religión, los somalíes pueden ser divididos en cinco clanes principales, que cuentan a su vez con centenares de subclanes en su interior.
El clan Darod se concentra en la zona sur junto a la frontera keniana y en la región autónoma de Puntlandia y representan el 20% del país. Los Hawife se concentran en el este del país, al norte de Mogadiscio, representando el 25%. Los Rahanwein, en el centro, representan el 17%.
En el norte del país se destacan los Dir (3%) y los Isaaq (22%) en el norte del país, en el autoproclamado Estado de Somalilandia.

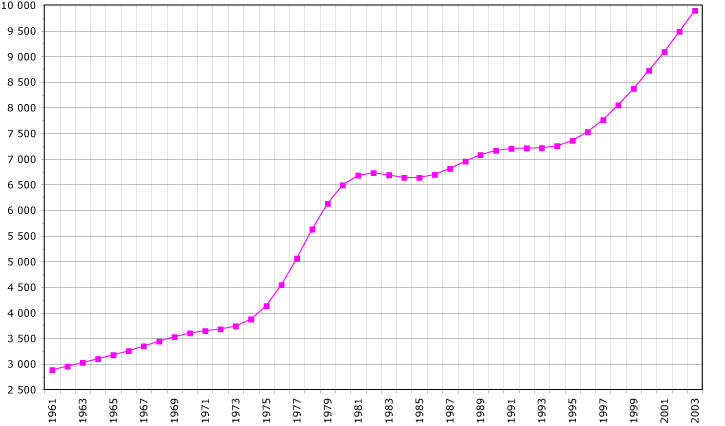
Evolución de la población en miles de habitantes.

De acuerdo con estimaciones de 2012, las cinco localidades más pobladas de Somalia rebasaban los 90 000 residentes. Estas son: Mogadiscio (1,588,173 habitantes), Hargeysa (478,514), Burao (155,832), Bosaso (107 326) y Beledweyne (94,157).

### Sanidad
Hasta el colapso del gobierno federal en 1991, la estructura organizativa y administrativa del sector sanitario en Somalia era supervisada por el Ministerio de Sanidad. Los médicos regionales disfrutaban de cierta autoridad, pero el sistema de salud estaba ampliamente centralizado. El gobierno socialista del antiguo presidente de Somalia Siad Barre puso fin a la práctica de la medicina privada en 1972. La mayoría de los centros de atención nacionales son aportados por los militares, que cuentan con escasos recursos sanitarios, entre otros servicios.

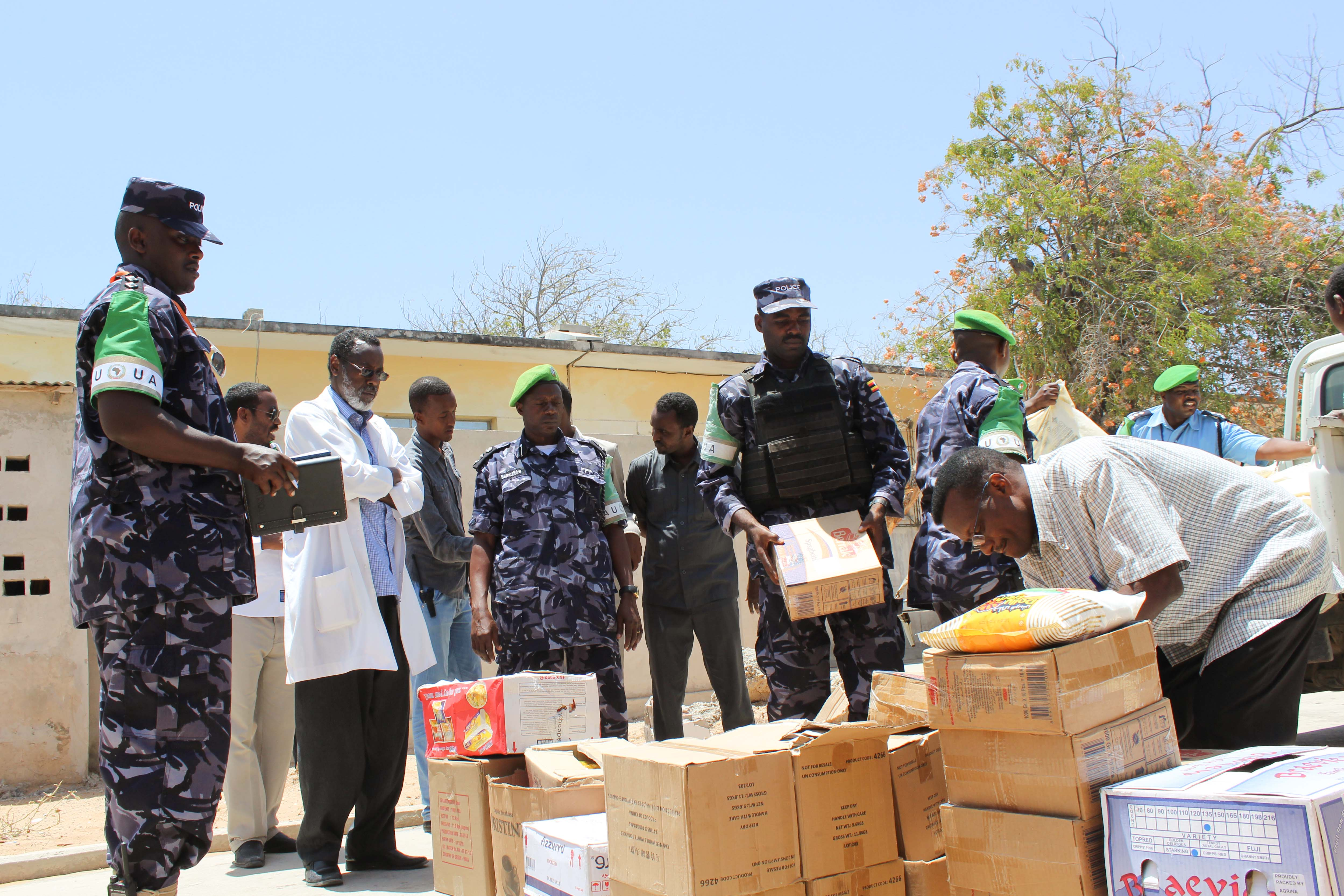
Donativo de la misión de la Unión Africana en Somalia para el hospital de Benadir en 2015

El Sistema Público de Salud de Somalia fue destruido en su casi totalidad durante el transcurso de la Guerra Civil. Al igual que en otros sectores previamente nacionalizados, los proveedores informales administraban vacunas y proporcionaban servicios hasta ahora en manos del monopolio sanitario del gobierno, lo que hizo que el acceso a las instalaciones experimentase un significativo crecimiento. Muchos centros sanitarios nuevos, clínicas, hospitales y farmacias han sido creados gracias a iniciativas de somalíes locales. El coste de las consultas y tratamientos médicos en estas instalaciones es de 5,72 dólares por visita a los centros de salud (con una cobertura de la población del 95 %), y de entre 1,89-3,97 dólares por visita domiciliaria y de 7,83-13,95 dólares por día de ingreso en los hospitales primarios a terciarios.
Comparando el periodo 2005-2010 con el periodo perteneciente a la segunda mitad de la década previa a que estallase el conflicto (1985-1990), la esperanza de vida se ha incrementado actualmente (2024) a 59 años para la población en general; 56.5 años para los hombres y 61.6 años para las mujeres.  De igual modo, el número de bebes de un año totalmente inmunizados contra el sarampión se ha incrementado del 30 % en 1985-1990 al 40 % en 2000-2005, y para la tuberculosis, el crecimiento ha sido próximo al 20 % al pasar de un 31 % al 50 % en el mimo periodo de tiempo.

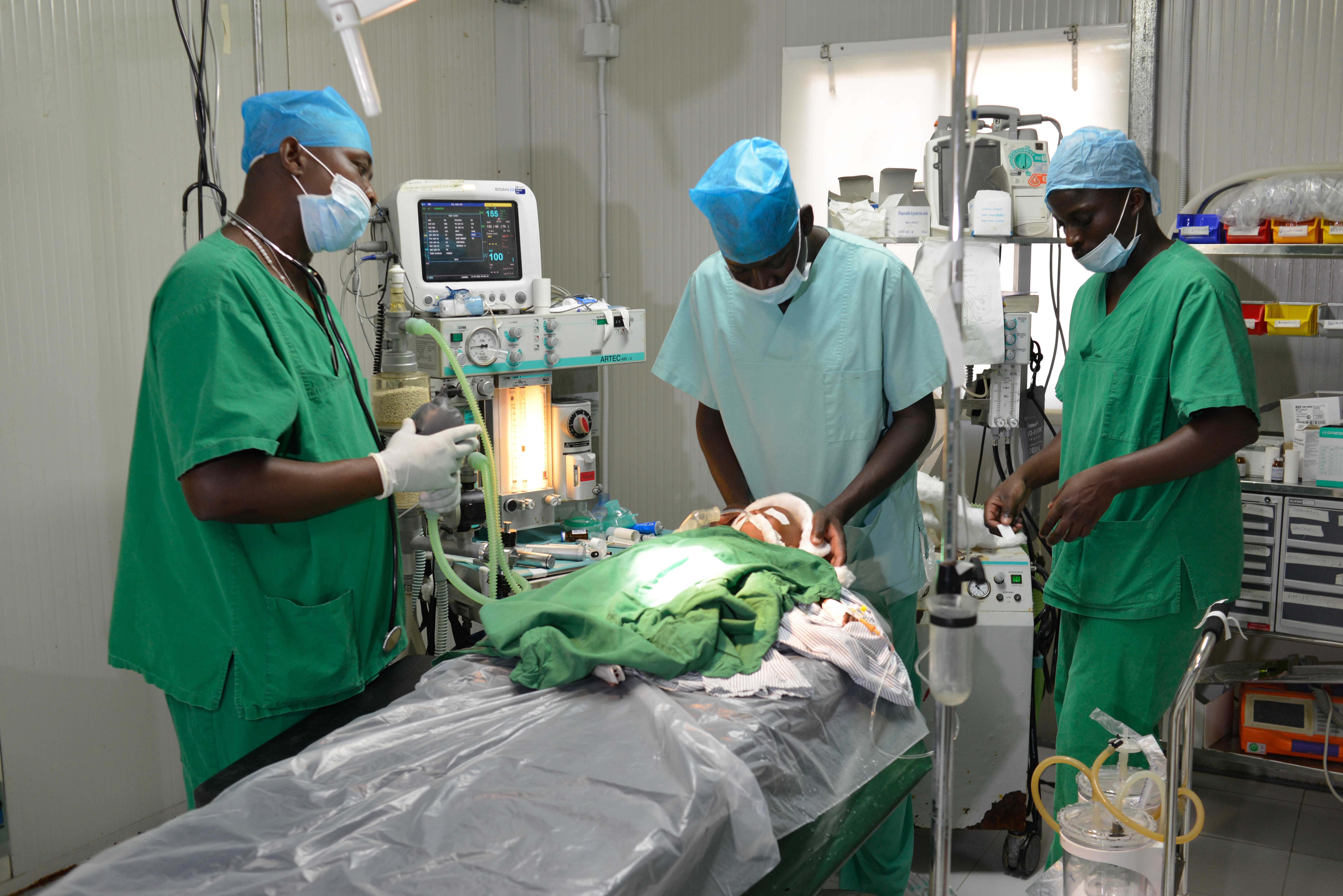
Cirugía en un hospital de Mogadiscio

Siguiendo con esta tendencia, el número de bebés con bajo peso al nacer cayó del 16 por 1000 al 0,3, un descenso de quince puntos porcentuales en el mismo periodo de tiempo. entre 2005-2010 en comparación con el periodo 1985-1990, la mortalidad infantil por cada mil nacimientos también cayó de 152 a 109.6. Igualmente, la mortalidad maternal por cada 100 000 nacimientos cayó de 1600 en el lustro pre-bélico 1985-1990 a 1100 en el periodo 2000-2005. El número de médicos por cada 100 000 habitantes también creció de 3,4 a 4 en el mismo periodo temporal, así mismo el porcentaje de población con acceso a los servicio sanitarios, se incrementó del 18 % al 26 %.
Según los datos del Fondo poblacional de las Naciones Unidas sobre la fuerza laboral de matronas, hay un total de 429 matronas (incluyendo enfermeras-matronas) en Somalia, con una densidad de una matrona por cada mil bebés nacidos vivos. Existen ocho instituciones de matronas en el país, dos de las cuales son privadas. Los programas de educación a las matronas han pasado de media de los doce a los dieciocho meses, y se llevan a cabo mediante un programa secuencial. El número de estudiantes admitidos se situaba en los 180 en 2009. Las matronas están reguladas por el gobierno, y se requiere de una licencia para poder ejercer profesionalmente. También existe un registro que lleva la contabilidad de matronas con licencia. Además, las matronas del país son oficialmente representadas por una asociación local de matronas, con 350 miembros registrados.

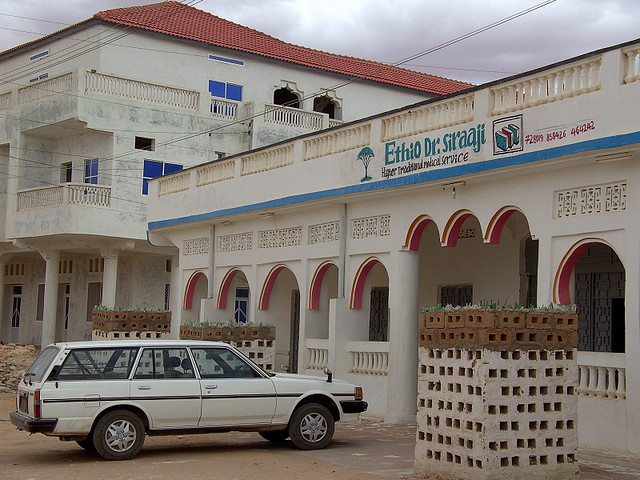
Un clínica privada en Puntlandia

Según las estimaciones de la Organización Mundial de la Salud de 2005, en torno al 97,9 % de las mujeres y niñas de Somalia se han visto sometidas a la circuncisión femenina, una cuestión prematrimonial endémica del noreste de África y en zonas de Oriente Próximo. Según las mujeres de la comunidad, su intención primordial es detectar la promiscuidad y ofrecer protección frente a violaciones.
En torno al 93 % de la población de hombres de Somalia también presentan circuncisión.
Somalia tiene una de las tasas de infección del VIH más bajas de todo el continente. Esto se ha atribuido a la naturaleza musulmana de la sociedad somalí y su adherencia a las bases morales islámicas. Mientras la tasa de prevalencia estimada del VIH en Somalia en 1987 (el año de informe del primer caso) era del 1 % de los adultos, una estimación más reciente datada en 2007 coloca la cifra en tan sólo un 0,5 % de la población adulta de la nación pese al conflicto armado que tuvo lugar en el país.
Aunque la sanidad está hoy en día muy centrada en el sector privado, el sistema público de salud del país está actualmente en proceso de reconstrucción, y está siendo supervisado por el Ministerio de Sanidad. El actual ministro de Sanidad es Qamar Adan Ali. La región autónoma del Cuerno de Somalia mantiene su propio Ministerio de Sanidad, cuyo dirigente es Mohamed Bashir Ali Bihi, así mismo, en la región somalí del noroeste de Somalia, el Ministerio de Sanidad es liderado por Osman Bile Ali.
Algunas de las instalaciones sanitarias más destacadas del país son el Hospital del Este de Bardera de Madres y Niños, el Hospital de niños y maternidad de Abudwak, el Hospital Materno-infantil Edna Adan y la Unidad de Maternidad del Oeste de Bardera.

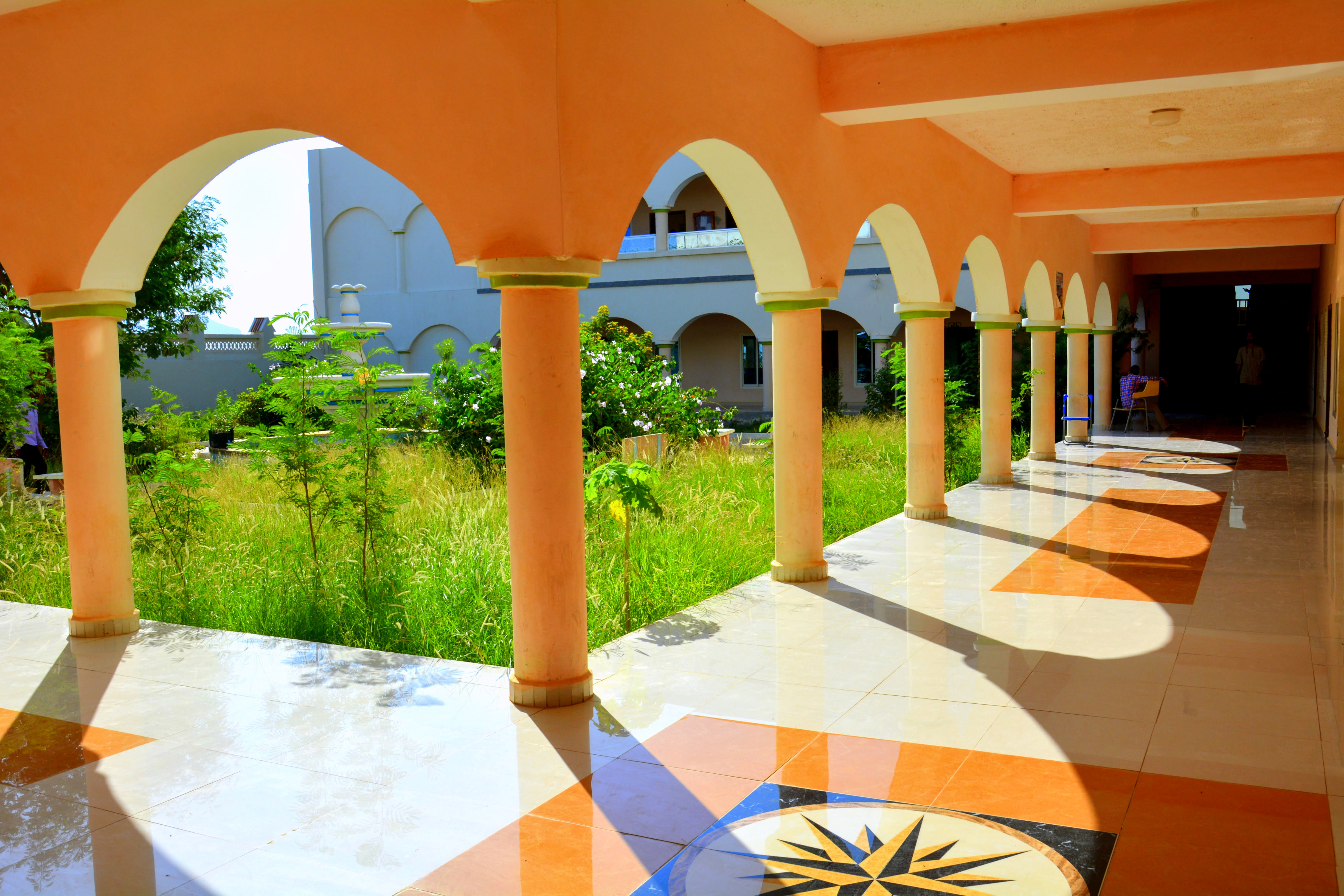
Universidad de África del Este en Puntlandia

### Educación

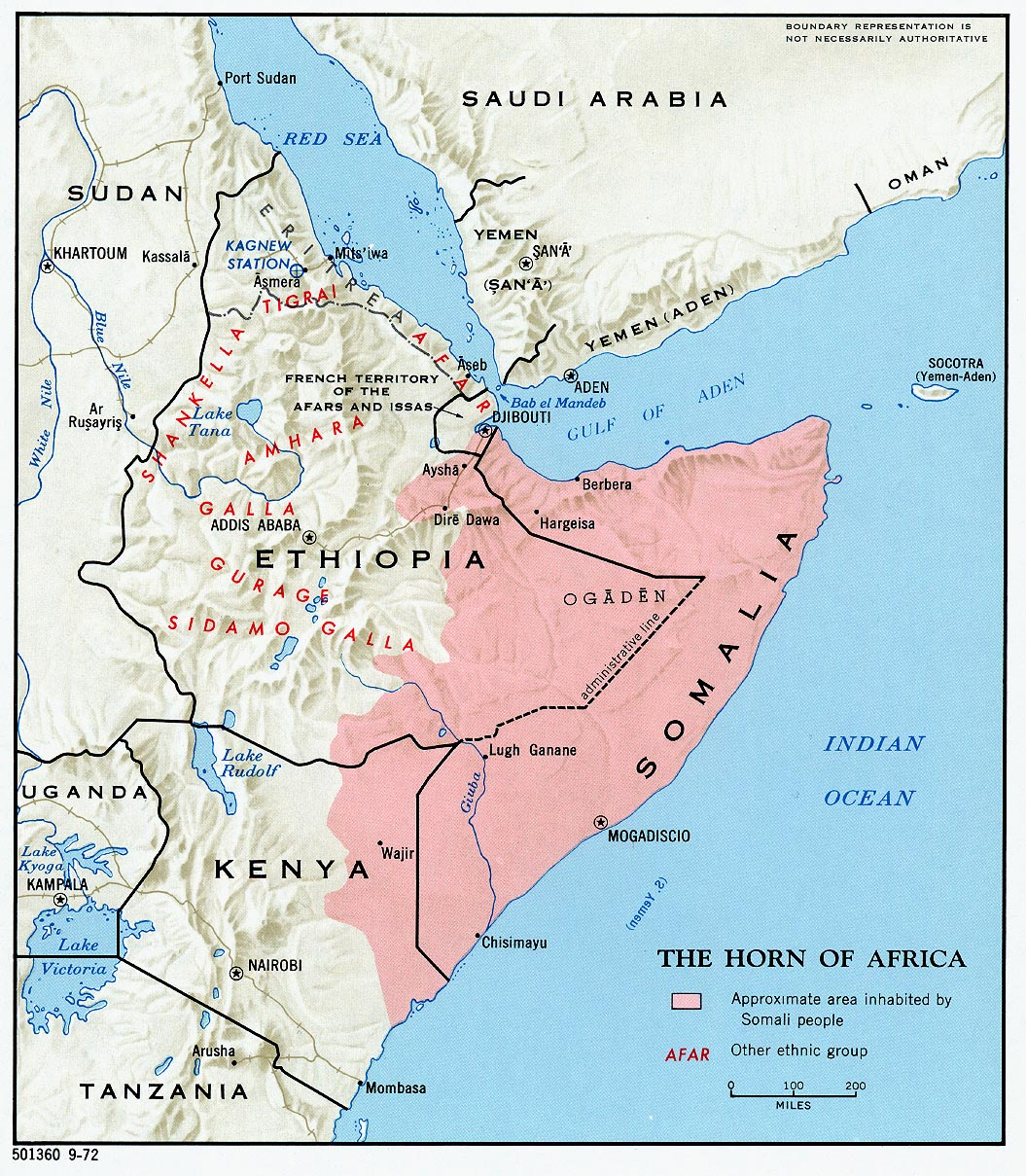
Mapa de las áreas aproximadas donde se habla Somalí incluyendo áreas de Somalia, Somalilandia, Yibuti Etiopía y Kenia

Tras el estallido de la guerra civil en 1991, la tarea de gestionar las escuelas en Somalia fue asumida inicialmente por los comités educativos comunitarios, establecidos en el 94 % de las escuelas locales. Surgieron numerosos problemas en relación con el acceso a la educación en las zonas rurales y en función del género, la calidad de las disposiciones educativas, la capacidad de respuesta de los programas escolares, las normas y controles educativos, la capacidad de gestión y planificación, y la financiación.
Para responder a estas preocupaciones, se están elaborando políticas educativas destinadas a orientar el proceso escolar. En la región autónoma de Puntlandia, esta última incluye una política nacional de educación sensible a las cuestiones de género que cumple las normas mundiales, como las recogidas en la Convención sobre los Derechos del Niño (CDN) y la Convención sobre la Eliminación de Todas las Formas de Discriminación contra la Mujer (CEDAW). Ejemplos de estas y otras medidas educativas son la promulgación por parte del gobierno regional de leyes destinadas a garantizar los intereses educativos de las niñas, la promoción del crecimiento de un programa de Desarrollo Infantil Temprano (DIT) diseñado para llegar a los padres y cuidadores en sus hogares, así como en los centros de DIT para niños de 0 a 5 años y la introducción de paquetes de incentivos para animar a los profesores a trabajar en zonas rurales remotas.

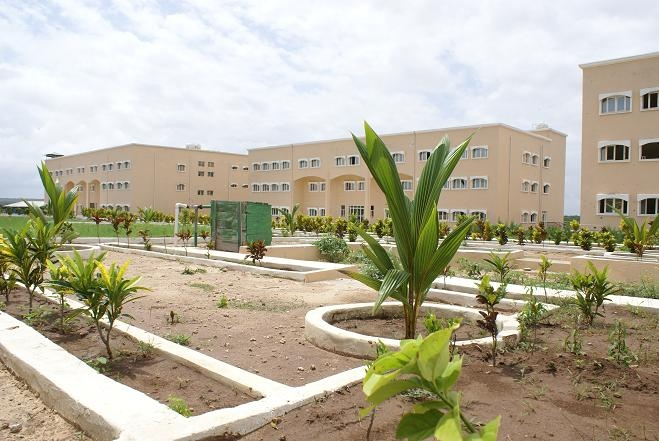
Nuevo Campus de la Universidad de Mogadiscio.

El Ministerio de Educación es el responsable oficial de la educación en Somalia, y supervisa las escuelas primarias, secundarias, técnicas y de formación profesional del país, así como la formación primaria y técnica del profesorado y la educación no formal. Aproximadamente el 15 % del presupuesto gubernamental se destina a la enseñanza escolar
Las macrorregiones autónomas de Puntlandia y Somalilandia mantienen sus propios Ministerios de Educación.
En 2006, Puntlandia fue el segundo territorio de Somalia, después de Somalilandia, en introducir escuelas primarias gratuitas, y los profesores reciben ahora sus salarios de la administración de Puntlandia. De 2005/2006 a 2006/2007, se produjo un aumento significativo del número de escuelas en Puntlandia, con 137 instituciones más que un año antes. Durante el mismo periodo, el número de clases en la región aumentó en 504, con 762 profesores más ofreciendo también sus servicios. La matriculación total de alumnos aumentó un 27 % con respecto al año anterior, con las niñas sólo ligeramente por detrás de los niños en cuanto a asistencia en la mayoría de las regiones. El mayor número de alumnos por clase se observó en la región de Bari, más septentrional, y el menor en la poco poblada región de Ayn. La distribución de las aulas era casi equitativa entre las zonas urbanas y rurales, con un número ligeramente superior de alumnos y profesores en las zonas urbanas.

### Idiomas

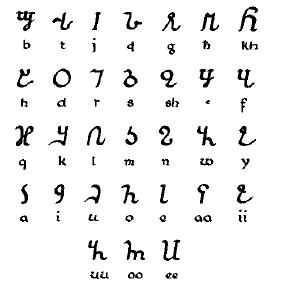
La escritura osmanya.

El idioma somalí es el idioma oficial de Somalia, el cual es miembro de las lenguas cushitas, además de que es el único país de África donde toda su población habla el mismo idioma. Forma parte de la familia de lenguas afroasiáticas, y los idiomas más cercanos son el afar y el oromo. El somalí es el mejor documentado de los idiomas cushitas, con estudios sobre el mismo que se remontan al 1900. Fue adoptado como idioma oficial por el presidente Siad Barre en octubre de 1972. El alfabeto fue desarrollado por el lingüista somalí Shire Jama Ahmed específicamente para este idioma, y usa todas las letras del alfabeto latino-inglés moderno, a excepción de P, V y Z.
Los dialectos del somalí se concentran en tres grupos: norteño, benaadir y maay. El somalí norteño constituye la base del somalí estándar. El benaadir (también denominado somalí de la costa) es hablado en la costa Benadir desde Cadale hasta el sur de Merca, incluido Mogadiscio, como también en el territorio adyacente tierra adentro. Los dialectos costeros poseen fonemas adicionales que no existen en el somalí estándar. El maay lo hablan principalmente los clanes Digil y Mirifle (Rahanweyn) en la zona sur de Somalía.

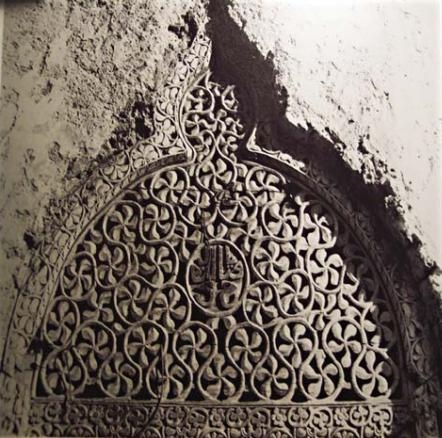
Entrada de una casa de piedra coral en Mogadiscio.

También es oficial el árabe. Muchos lo hablan, a causa de antiguos lazos históricos con el mundo árabe, la influencia y largo alcance de los medios de comunicación, las condiciones geográficas y la educación religiosa. El inglés es también ampliamente utilizado y enseñado, por motivos históricos. El italiano fue un idioma importante, por motivos también históricos, pero su influencia disminuyó significativamente tras la independencia. Ahora se oye con más frecuencia entre las generaciones mayores. Otros idiomas minoritarios incluyen el bravanese, una variante del suajili que se habla a lo largo de la costa por el pueblo bravanese.
A comparación de otros países africanos, en Somalia se hablan pocos idiomas. Esto se debe probablemente a la constante comunicación que mantuvieron entre sí las etnias en el pasado.

### Religión
La religión prevaleciente en Somalia ha cambiado a lo largo de su historia. Cada nación o imperio que ha conquistado el país ha intentado imponer su religión y con ello un conjunto de tradiciones y creencias. Lo hicieron los ingleses, que intentaron imponer el protestantismo.

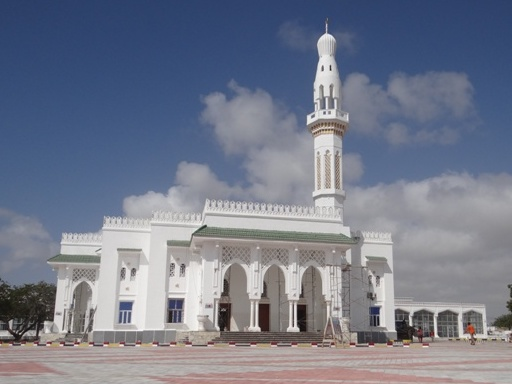
Mezquita de la Solidaridad Islámica en Mogadiscio

Actualmente, Somalia es un Estado confesional en el cual la religión oficial es el islamismo. La gran mayoría de la población es musulmana suní.
El ideal islámico es una sociedad organizada para aplicar los preceptos islámicos, en la cual no existe distinción alguna entre las esferas secular y religiosa. Entre los somalíes, este ideal se ha conseguido menos en el norte que entre algunos grupos asentados en las regiones del sur, donde los dirigentes religiosos forman una parte importante de la estructura política y social. Entre los nómadas, las exigencias de la vida del pastor dieron mayor peso al papel del guerrero. Se espera que los jefes religiosos se mantengan al margen de cuestiones políticas.
El papel de los funcionarios religiosos comenzó a disminuir en las décadas de 1950 y 1960, como parte de sus competencias jurídicas y educativas. Sus responsabilidades fueron transferidas a las autoridades seculares. La posición de los líderes religiosos cambió sustancialmente después de la revolución de 1969 y la introducción del socialismo científico. Siad Barre insistió en que su versión de socialismo es compatible con los principios del Corán, y condenó el ateísmo. A los dirigentes religiosos, sin embargo, se les advirtió que no debían inmiscuirse en la política

## Cultura
La cultura somalí se basa fundamentalmente en el islamismo y en la poesía, y se ha desarrollado a lo largo de los años de forma oral. La facilidad en el habla es una propiedad especialmente considerada entre los somalíes, teniéndose muy en cuenta en figuras como las de políticos o líderes religiosos.

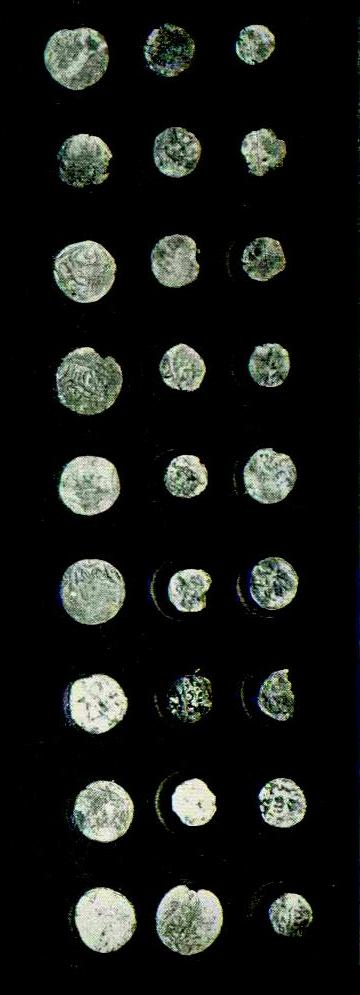
Monedas de Mogadiscio.

La mayoría religiosa en el país es la musulmana, lo cual obliga a los ciudadanos a abstenerse de consumir cerdo y alcohol, así como de participar en juegos de azar. Muchas de las mujeres usan el hiyab.

### Familia y etnias
La familia es para los somalíes una importante unidad social, y la pertenencia a una juega un papel central en la cultura somalí y la política. Los familias son patrilineales y con frecuencia se divide en subclanes.
Cabe resaltar que no se comparte el mismo concepto de la familia en Occidente. La familia es más bien un clan, forma que se ha mantenido desde principios de la civilización humana. El clan está compuesto por varias familias que se agrupan para asegurar su existencia. Los niños forman parte del clan, no de la familia, al igual que las propiedades. Los hombres van a cazar, mientras las mujeres y ancianos cuidan y entrenan a los niños para su futuro, según su sexo. Los clanes son, generalmente, de zonas rurales.
Varias etnias conforman la población de Somalia, entre ellas están darod, dir, hawiye, isaaq y rahanweyn. Cada una tiene una identidad cultural distinta, aunque con un tronco común.

### Arquitectura

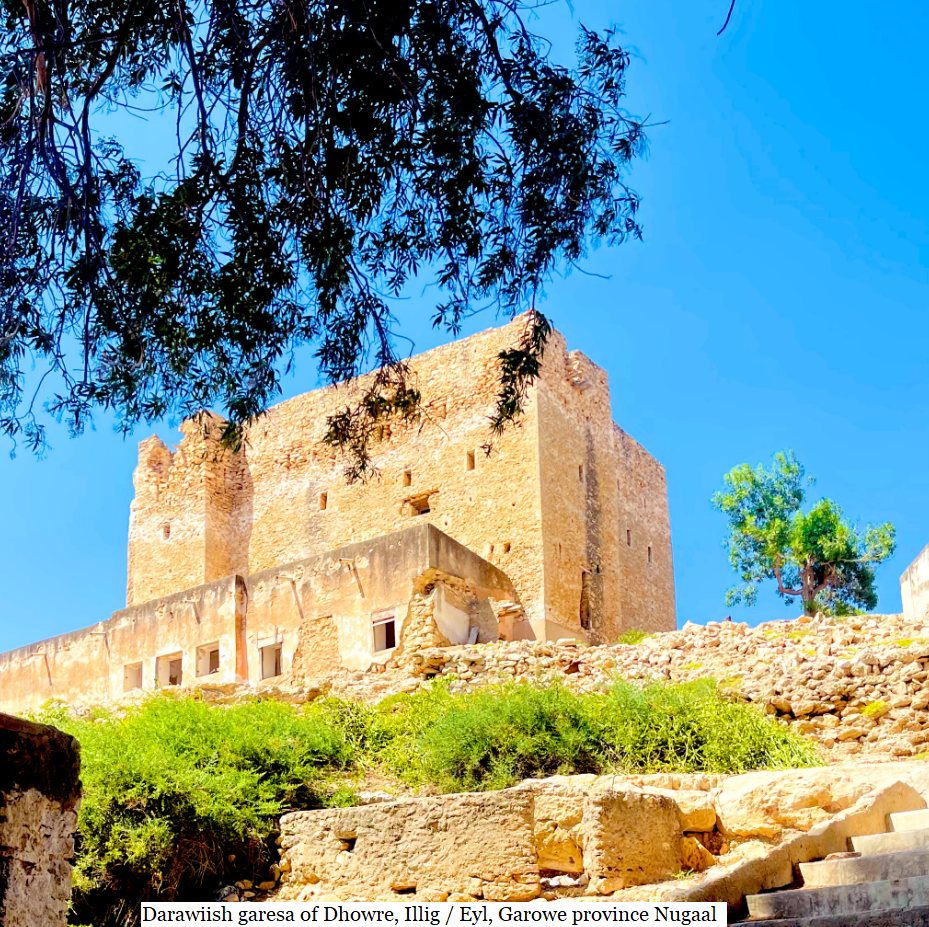
Castillo en la Región de Nugaal

La arquitectura somalí es una rica y diversa tradición de ingeniería y diseño que abarca múltiples tipos de construcciones y edificios, como ciudades de piedra, castillos, ciudadelas, fortalezas, mezquitas, iglesias, mausoleos, templos, torres, monumentos, majanos, megalitos, menhires, dólmenes, tumbas, túmulos, estelas, cisternas, acueductos y faros. Abarca los periodos antiguo, medieval y moderno del país, así como la fusión de la arquitectura islámica somalí con los diseños occidentales contemporáneos.
En la antigua Somalia, las estructuras piramidales conocidas en somalí como taalo eran un estilo funerario muy popular, y hoy en día hay cientos de estos monumentos de piedra seca repartidos por todo el país. Las casas se construían con piedra labrada, similar a la del antiguo Egipto. También hay ejemplos de patios y grandes muros de piedra que rodean los asentamientos, como el muro de Wargaade.

La adopción del islamismo a principios de la historia medieval de Somalia trajo consigo influencias arquitectónicas islámicas de Arabia y Persia. Esto estimuló un cambio en la construcción, que pasó de la piedra seca y otros materiales afines a la piedra de coral, los ladrillos secados al sol y el uso generalizado de la piedra caliza en la arquitectura somalí. Muchos de los nuevos diseños arquitectónicos, como las mezquitas, se construyeron sobre las ruinas de estructuras más antiguas, una práctica que continuaría una y otra vez a lo largo de los siglos siguientes.

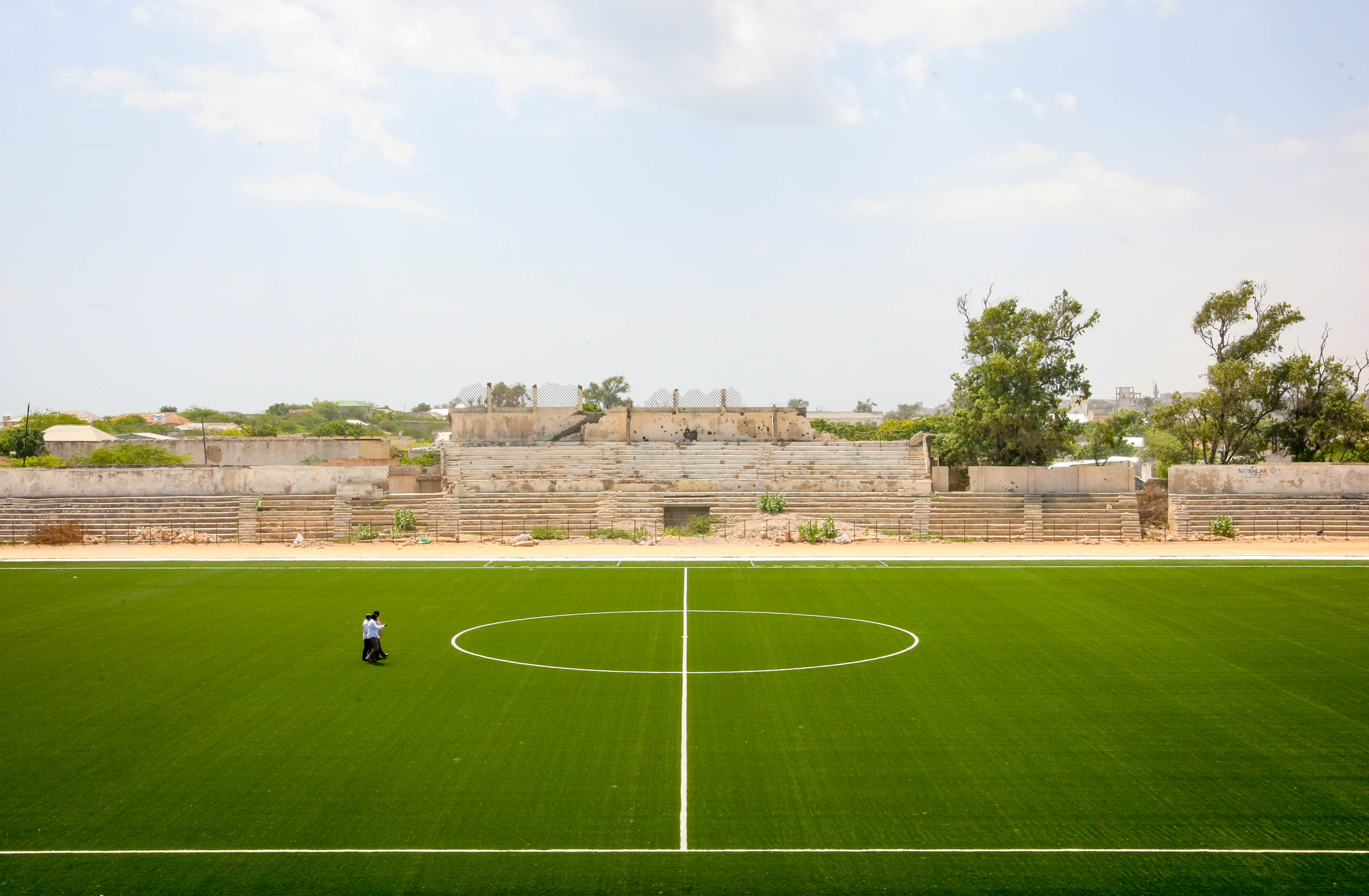
El estadio Banadir después de su renovación

## Deporte
El fútbol es el deporte más popular en Somalia. Las competiciones nacionales más importantes son la Liga de Somalia y la Copa de Somalia, y la selección nacional de fútbol de Somalia juega a nivel internacional.
El baloncesto también se practica en el país. Del 15 al 23 de diciembre de 1981 se celebró en Mogadiscio el Campeonato FIBA de África 1981, en el que la selección nacional de baloncesto obtuvo la medalla de bronce.
La selección también participa en la prueba de baloncesto de los Juegos Panárabes.
En 2013, se formó un equipo nacional de bandy de Somalia en Borlänge. Posteriormente participó en el Campeonato Mundial de Bandy 2014 en Irkutsk y Shelekhov, en Rusia.

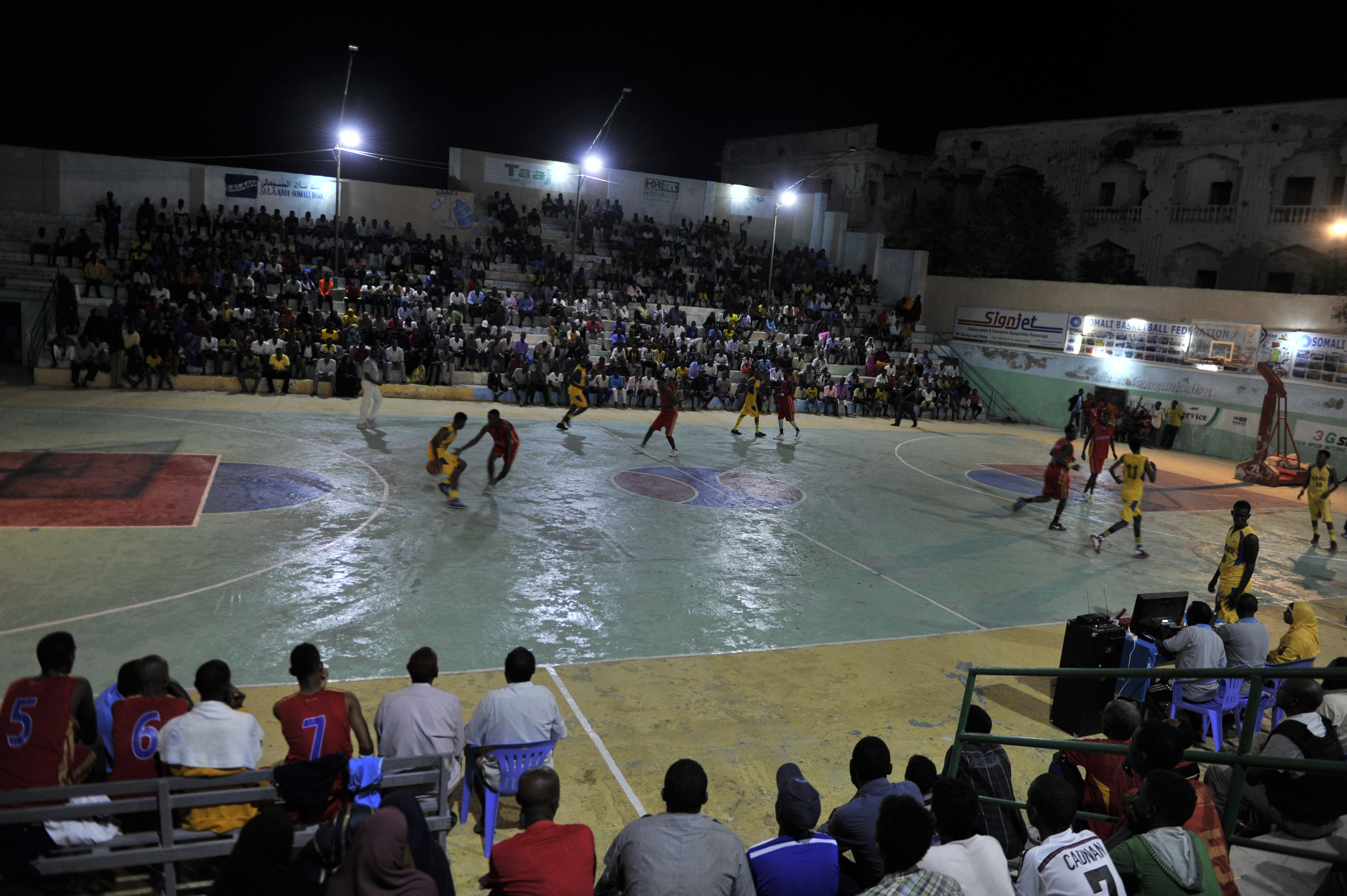
Un partido de Baloncesto en Mogadiscio la capital del país

En artes marciales, Faisal Jeylani Aweys y Mohamed Deq Abdulle, del equipo nacional de taekwondo, consiguieron una medalla de plata y un cuarto puesto, respectivamente, en la Open World Taekwondo Challenge Cup 2013, celebrada en Tongeren. El Comité Olímpico Somalí ha ideado un programa especial de apoyo para garantizar el éxito continuado en futuros torneos. Además, Mohamed Jama ha ganado títulos mundiales y europeos en K-1 y boxeo tailandés.
El atleta británico Mohamed Farah nació en Mogadiscio y en 1993 abandonó con su familia el país por la guerra civil.